# 新著龍虎門角色列表
新著龍虎門角色列表，列舉香港漫畫家黄玉郎作品《新著龍虎門》中登場的主要登場角色，其餘嘍囉級則不會作詳細敍述。

## 主要正派人物
资料来源：

### 龍虎三皇
王小虎
身份：龍虎三皇之一，龍虎門大當家，香港警隊武術教官
兵器：辟邪宝剑子剑
内功：九陽神功(十陽蓝炎)、降龍伏虎氣功、霹靂龍虎勁。
武功：虎鹤双形拳、降龍十八腿、聚龍一擊、雷电神腿、天殘腿、三絕腿（幻腿.迫腿.劈腿/逼腿.釘腿.劈腿）、裂头脚、碎石脚、虎尾脚、两極掌、王家降龍掌。
常用：降龙十八腿、雷電神腿
亲人：父亲-王伏虎、母亲-胡媚娘、大哥-王小龙（同父异母）、堂伯公-王無忌、祖父-王岳渊、大伯-王降龙、三叔-王海蛟、四叔-王飞鹰、堂兄-王风雷、堂弟-王小鹰、堂弟-王苦海（王海蛟的儿子）、已故侄女
情人：马小灵
王小龙
身份：龙虎三皇之一 / 丐帮第三十九代弟子
兵器：蟠龙棒、打狗棒
内功：降龙伏虎氣功、霹靂龍虎勁、金童宝典、九阴真经(第九章九竅)、九陰降龍劲、三寸真元劲，洗髓經脈、易筋經紅級(已廢功)，三毒(已淨化)。
武功：八卦掌、销魂掌法、王家降龙掌、降龙十八掌、醉八仙拳、打狗棒法、九宫梅花棍、五郎八卦棍、白骨陰風爪、九阴大霹雳、夺命八杀爪、陰陽步、霸腿步法、龍影縱橫跨九州。
常用：降龙十八掌
亲人：父亲-王伏虎、母亲-文卿、二弟-王小虎（同父异母）、堂伯公-王無忌、祖父-王岳渊、大伯-王降龙、三叔-王海蛟、四叔-王飞鹰、堂兄-王风雷、堂弟-王小鹰、堂弟-王苦海（王海蛟的儿子）、已故女兒
情人：慕容玉儿、小玉、廣田美子、南宫靈芝
最早出场时是湾仔七虎成员之一无名虎，当时是一名瘾君子。在一次与王小虎打斗时，互相发现对方的玉佩而兄弟相认。一次巧遇正宗丐帮传人洪东，传授其正宗降龙十八掌。
石黑龍
称号：柔道魔童
身份：龙虎三皇之一、新著477继任为羅剎教新主称亚洲巨龙、被任名过通天教新主、被任为元始門門主
兵器：双节棍
内功：金钟罩第十一關境界(石黑龍的金鐘罩十一關)、三寸真元劲、盤古天殛震（第三十五層天）、易筋經(藍級)。
武功：柔道、落魂桩、追魂十五滚、五形拳、十字追魂棍、金钟寸劲、摧心锥、无影无踪（輕功）、刻骨铭心爪、黑蝎鞭腿、破空拳（万龙破空拳）。
常用：十字追魂棍、摧心锥、无影无踪、刻骨铭心爪。
亲人：父亲-石武夫　母亲-斯琴高娃　妹妹-石小慧
妻子：银玲（蚩尤妹妹）
情人：伊贺爱之前的暧昧

### 四小将
| 角色称号    | 原名   | 武功 | 备註                                                                                       | 生存 |
| 光头星      | 陈星   | 金钟罩（第六关） 铁头功 王家降龙掌                                                                                          | 被幽冥会撒旦所杀。                                                                         |      |
| 黑仔杰 歌王 | 祁文杰 | 无相神功 金钟罩（第九关） 九霄真经（第六章） 虎鹤双形拳 降龙十八腿 神鹰九夺 大力金刚爪 七旋斬 狂刀流 打狗棒法 跆拳道 (三段) | 曾向王小虎及韦佗学习武功，现师从无相神僧。通天教篇断了一臂。王小龍教導他丐幫絕學打狗棒法。 |      |
| 四眼明      | 張立明 | 伏虎氣功 十字追魂棍 | 龙虎门财政大臣，被幽冥会撒旦所杀。                                                         |      |
| 独眼龍 枚帝 | 杜大龍 | 火焰神功（藍焰中關） 鐵沙掌 五郎八卦棍 無影無蹤 伏虎氣功 飞刀 柔道蓝带                                                      | 王小龍教導五郎八卦棍独眼龍防身。                                                           |      |

### 南神腿家族
| 角色称号                      | 原名   | 武功 | 备註 | 生存 |
| 南腿王                        | 王岳渊 | 降龙伏虎气功 霹雳龙虎劲 降龙十八腿 虎鹤双形拳 | 堂兄-王無忌、长子-王降龙、二子-王伏虎、三子-王海蛟、四子-王飞鹰。 王小龙与王小虎的祖父，王氏四杰的父亲， 原籍广东省，天生好武，自幼拜入少林洪门，是位不可多得的武学奇才。十年间自创一套享誉江湖的绝学《降龙伏虎之气》与《降龙十八腿》，威名日盛，是当年享誉江湖的“南腿王”。 曾用“霹雳狂龙”杀死金钟恶僧。 |      |
| 降龙和尚                      | 王降龙 | 降龙伏虎气功 降龙十八腿 易经降龙掌 | 亲人：父亲-王岳渊、叔父-王無忌、妻-李淑琴、子-王风雷。 王家上一辈的长子，小龙及小虎的伯父。仁慈敦厚，善良，恩怨分明，仁慈是他最大的有点，亦是最大的致命伤。 获授降龙气功与降龙十八腿，主刚带柔，擅长强攻猛打，回气续招极快，缺点是行动过于急剧，难以持久。 年輕時巧遇其叔父王無忌並結識通天教老天尊，同時交還王無忌另一把刀-虎嘯刀。 四十岁时娶妻李淑琴，生下一子是为王风雷。由于经商做生意，经常离乡别井，留下妻儿在家。其后妻子与三弟王海蛟有私情，携带儿子与其私奔，降龙四出寻子，与四弟于战乱中失散，辗转流落香港，心灰意冷而出家，是谓降龙和尚。 王降龙在江湖上颇具名气，以腿法见称。除家传虎尾脚外，以降龙十八腿为着。其弟子包括沙田三豹的恶豹、王小虎及王小龙。除将降龙十八腿倾囊相授给王小虎外，亦将降龙十八腿演化成早期的降龙神掌，教给王小龙。 虽然是和尚，但偶然也会尝点杯中物。由于年纪老迈，功夫己大不如前。后来寻回王风雷，王降龙于是还俗，一家得到短暂的团聚。后来死于丁氏兄弟之手。 在新著龙虎门中，王降龙及其妻子同时死于王海蛟的冰火七重天。 |      |
| 白莲教前月圣使 白莲教前副教主 | 王伏虎 | 降龍伏虎氣功 九阳神功（第九阳九陽啟泰） 降龙十八腿 虎鹤双形拳 九陽五絕                                                                           | 长子-王小龙 、二子-王小虎。 冷静果敢，重情重义，嫉恶如仇，为人坚守原则，不会轻易手影响动摇。 修炼《伏虎气功》与《虎鹤双形》，柔中藏刚，竟与防守卸劲，内力浑厚绵长，但气脉循环相对较缓，接连狂攻下虚耗甚巨。 后被东方无敌打中后脑，失去记忆，变为白莲教月圣使。因渴望重回家庭而脱离白莲教，已加入龙虎门。因为与东方无敌有着人情债，不得不继续为白莲教效力，现任职白莲教副教主。已離開白蓮教。 |      |
| 邪拳魔王                      | 王海蛟 | 冰火七重天 邪拳道 冰火螳螂拳 | 父亲-王岳渊、叔父-王無忌、子-王苦海。 前任邪拳道馆主。刚愎自用，心高气傲，过分好胜偏激，讨厌受兄长教诲束缚，误入歧途。 因不屑跟兄长习武而另辟途径，远赴韩国练得邪门绝学《邪拳道》及《冰火七重天》，心性越加凶残。 在《新著龙虎门》中，败亡于王小虎之下。 |      |
| -                             | 王飞鹰 | 达摩功 降龙伏虎气功 洪门少林武学（三十六房武功） 中华武道 降龙十八腿                                                                             | 父亲-王岳渊、叔父-王無忌、妻-洪欣、子-王小鹰。 中华武馆馆主。 “南腿王”王岳渊的第四个儿子，王小虎及王小龙的四叔。生性耿直，勤武好文，头脑冷静清晰，处事深思熟虑，乃王氏四杰中最聪颖的一人。 当年陪伴大哥王降龙出国寻找儿子王风雷，後因战乱与降龙失散，于韩国辗转留浪，后加入合气道。 经十多年努力，得以接掌合气道掌门之位，武功达至合气道金段。 育有一子王小鹰。其结局是惨死在王海蛟拳下。 在《新著龙虎门》中，王飞鹰改为日本洪门洪承祖之女婿，死于金如来之手。 |      |
| 邪拳小魔王 白莲教月圣使       | 王风雷 | 邪拳道冰火七重天 冰火重生勁 冰火螳螂拳 雷火拳 冰风腿 冰火太極盾 冰火之劍 雷火冰风杀 破天下 灭地狱 醉螳螂拳 醉步 冰極.七重天 火極.七重天 玄冰劍拳 | 父亲-王降龙、母亲-李淑琴、祖父-王岳渊、堂伯公-王無忌、二叔-王伏虎、三叔（养父）-王海蛟、四叔-王飞鹰、堂弟-王小龙、堂弟-王小虎、堂弟-王小鹰、堂弟-王苦海、堂兄王小龍已故女兒。 龙虎门第四皇，痛失爱人胡琴后，东方无敌招揽其为新任月圣使。曾于故事中拥有過多種冰火七重天的變體，包含暗黑冰火七重天、極限冰火七重天、日月冰火七重天，最新版本為冰火重生勁七重天境界，已極大提升冰火七重天的道路與消除了功夫的隱患，至達一間。 |      |
| 軍師                          | 王小鹰 | 達摩功（達摩金身） 降龙伏虎气功 箭拳箭腿（七式） 鹰嘴拳 铁臂铜桥 降龙十八腿 箭腿毒龙钻 皇極臻神道（三極）                                        | 父亲-王飞鹰、母亲-洪欣、祖父-王岳渊、堂伯公-王無忌、大伯-王降龙、二伯-王伏虎、三伯-王海蛟、堂兄-王风雷、堂兄-王小龙、堂兄-王小虎、堂弟-王苦海、堂兄王小龍已故女兒。 中华七杰之二，王飞鹰儿子，武术推旧陈新，龙虎门的军师。後武功被癈。 |      |
| 东京一神                      | 王苦海 | 九死邪功 万毒心经 穹苍宝鉴 九死白骨爪 降龙十八腿 螳螂拳 九死螳螂拳                                                                               | 父亲-王海蛟、 母亲-崔真善（前韩国间谍／前韩国总统）、祖父-王岳渊、堂伯公-王無忌、大伯-王降龙、二伯-王伏虎、三伯-王海蛟、堂兄-王风雷、堂兄-王小龙、堂兄-王小虎、堂兄-王小鹰、堂兄王小龍已故女兒。 被生母所抛弃，无依无靠，苦海漂泊，是个人人唾弃的不详之人，后被“天下无敌”收为传人，传授其绝世武学。 乃罗刹转世，曾组建新的罗刹教，号称“东京一神”。 |      |

### 中华武馆
以达摩功为根基，分为金、木、水、火、土五级，另集少林三十六房武功所长，衍生出不同绝学。
| 角色称号 | 原名   | 武功                                    | 备註 | 生存 |
| -        | 王飞鹰 | -                                       | 詳見【南神腿家族】 |      |
| -        | 小佩   | 九陽神功（五陽） 飛鳳腿 火雲掌 天醫神灸 | 17歲，體質纖弱，性格活潑開朗，先師從白蓮教四神之藥神“明鏡神僧”，後又拜“北腿王”文燕爲師，學習曾與丐幫“降龍十八掌”、王家“降龍十八腿”齊名的“飛鳳腿”，最討王飛鷹夫婦歡心，與石鐵情投意合，孕有一子靈童。（王小龍傳2 16）因易天行異能在幻夢里成了王苦海的古代妻子。 |      |

#### 中华七杰
王飞鹰因材施教，十多年琢磨锻炼，六名养子与小鹰学有所成，以长幼排名，合称中华七杰。
| 角色称号 | 原名   | 武功                                 | 备註 | 生存 |
| -        | 石铁   | 达摩功（达摩金身） 铁桥八形 铁线拳   | 中华七杰之首，其父石刚，外号铁胆石刚，为洪拳高手。携同妻儿远赴日本，投靠亲友洪承祖。一次在唐人街遇上大狼王等人，当街欺凌同胞，石刚仗义惩恶，大狼王众人不敌。此时，罗剎教老妖突然插手干涉。更将石刚当场打死。其子石铁当时目睹父亲惨死，发誓要为父报仇，于是拜师洪承祖门下，苦练洪拳绝技。但承祖千叮万嘱不可展露武功，于是石铁平日便受尽当地流氓欺凌而不还手，适逢龙虎门众人前往罗剎堡营救小虎，承祖认为时机成熟，于是命石铁带领六杰，协助龙虎群英。之后，更成为龙虎门重要成员，旧著被火雲邪神轟斃。 |      |
| -        | 王小鹰 | -                                    | 詳見【南神腿家族】 |      |
| -        | 牛精三 | 达摩功（水级） 猴狮双形 铁线拳       | 19岁，重情重义，恩怨分明，行事粗心大意，经常撞板，达摩功臻至水级，兼习猴、狮双形与铁线拳。 |      |
| -        | 铜头四 | 达摩功（火级） 虎鹤双形 少林铜头功   | 19岁，性格火爆，鲁莽冲动，往往不顾后果，达摩功臻至火级，精修虎、鹤双形与少林铜头功。 |      |
| -        | 肥油五 | 达摩功（火级） 箭拳（五式） 罗汉刀法 | 18岁，善良正直，宅心仁厚，深具武德，不喜欢凡事诉诸暴力，达摩功臻至火级，勤修五式箭拳及罗汉刀法。 |      |
| -        | 沙胆六 | 达摩功（土级） 鹰蛇双形 少林禅棍     | 18岁，好勇斗狠，无惧凶险，经常逞强闯祸，达摩功臻至土级，苦练鹰、蛇双形与少林禅棍。 |      |
| -        | 鬼脚七 | 达摩功（土级） 无影腿 达摩剑         | 17岁，乐天知命，随遇而安，虽年纪轻轻，深懂谦逊忍让之道，达摩功臻至土级，修炼无影腿及达摩剑。 |      |

### 少林馆
少林馆，石家村内一所已近百年历史的四合院改建，馆主金童，二十年前在此建馆，传授正宗南少林三十六房功夫，发扬中华武术，赠医施药，德高望重。
占地五万多尺的少林馆，分有东武园、南药园、西椿园和北气园，医武双全，练武练气内外并修，馆规极严，重武德，故此金童教出的少林弟子皆以救危济贫，锄强扶弱为宗旨！
| 角色称号        | 原名 | 武功 | 备註 | 生存 |
| -               | 金童 | 童子功（童子金身）（童子金鋼身） 少林武学 金刚一指禅 般若神掌 | 享负盛名的香港少林馆馆主，年约六十，童颜鹤发。 杭州出生，十岁时有缘遇上少林奇僧善哉，收他作俗家弟子到少林学武！苦学二十年，善哉倾囊相授，金童资质优越，练成童子功红日诀，三十六房武功除了禅房金刚一指禅，样样皆精！ 石铁之父石刚的乃其好友，却被罗刹教夺命老妖所杀，为了替好友报仇，金童挑战当时的教主老邪神西城望。奈何老邪神的易筋经已达黑级浮屠，非童子功可比，金童挨过了十招，眉心被老邪神的「大力金刚指」所伤，惨败。尽管被老邪神饶他一命，但是返回香港之后，用了十年才恢复到明月诀的功力。知耻近乎勇，金童放下手中一切事物，会少林请师傅善哉相助复功，苦学童子金剛身。苦练三年终于破关而出，并练成了克制「大力金刚指」的「金刚一指禅」，後為了拯救失去記憶的白仇，免其被老邪神利用而越陷越深的情況下，甘願自盡而死。 |      |
| -               | 万劫 | 易筋经（黄级） 达摩金刚指 般若神掌 | 年约四十许，跟随师傅金童二十年，一脸沧桑似历尽苦劫，冷口冷面，予人难以亲近，却另有一份果敢坚毅的硬汉气质。 修炼金童得获却不全的少林易筋经，资质平庸，胜在挨得苦，练至易筋经黄级，仍有蓝级可练，专于掌房一门般若神掌，贵精不贵多！後中了活神仙奸計,誤以為成功替白仇回復記憶,慘被依然失憶的白仇踢死。 |      |
| 西城仇 天下無敵 | 白仇 | 童子功（童子金身） 少林武学（如来伏魔棍、佛掌羅漢拳、铁头功、易筋經 （黑級）、霸腿） 火雲掌 无影刀 龍宮棍法 求敗棍法 萬毒心經 九死邪功 穹蒼寶鑑 飛昇訣 武當武學（御劍飛行、聖極輪） 萬毒劍芒 折骨破 萬毒指芒 仙劍十八 | 香港國術總會主席金童的第二弟子，少林館中出類拔萃的後起之秀，十八歲，英挺俊拔，正氣凜然，臉容常掛着一絲自信非常的笑意，雙目靈動生輝，神采勃發，年紀輕輕，內功修爲顯見甚高！ 二師弟白仇，孤兒，金童收養的棄嬰，白眉獅王兒子，自小體弱，七歲始隨師練武，以童子身修煉童子功，三十六房武功，精於棍房一門，兼練佛掌羅漢拳！ 本來是一個天生活潑開朗的人，但是自林谷之死後性格變得孤闢。 603話已證實慘死在元始門戰神蚩尤手中，不過在外傳《黑龍傳》中，共世會的上帝利用瑪雅戰士的水晶骷髏之力將之復活，但因爲缺少其中的一塊水晶骷髏而致使其喪失記憶。及後被老邪神洗腦成為其二子西城仇，再被至尊會活神仙灌頂短暫恢復記憶，受不了弒師大罪再度被洗腦失憶；被陳傲雲抓去煉為毒人，後因緣際會下於古月寨城山窟內獲得天下無敵四大絕學：萬毒心經、穹蒼寶鑑、九死邪功、御劍飛行及飛昇訣，大有機會成為新一代天下無敵。收徒天嬌。人格完全康复，欲飛升改寫林谷，師父，師兄之死，随天下無敵走去寻飛升啟示。 |      |
| -               | 冷恨 | 金刚伏妖刀法 童子功（流星訣） | 金童的三弟子，金童故友的遗孤，五岁投身少林馆，童子功练至流星诀，精于刀房金刚伏妖刀法 |      |

### 龍虎門
| 角色称号 | 原名     | 武功 | 备註 | 生存 |
| 小鷹王   | 韦陀     | 九霄真經（第九章終極歸一） 咏春拳 截脉寸劲 咏春六点半棍 飞鹰身法 神鹰九夺 无影鹰踪 箭拳-箭] 九霄惊神 真武元气拳 真武玄气拳 | 在新著中，咏春拳馆馆主银挺徒弟，因银挺被假表弟银鹰（实为日本人加藤鹰）所骗弄至双眼失瞎及妻子被性侵，身为徒弟的他混进罗剎教银鹰身边等机会报仇，后来龙虎门打金刚山，韦佗加入龙虎门。 加入龙虎门先后有三次升级机会，被火云邪神废功往美国疗伤，並练回「九霄真经 第六章」，更收了王小虎的女朋友马小灵为徒。 黄玉郎为铺排欲出的《韦陀传》，决定把他修练的武功九霄真经連升兩级至終極歸一境界，實力將與火雲邪神的易筋經黑級神脈一間看齊，而韦陀亦于两三年前练到顶级的第九章，其实那时都为他留有后路，表示他的第九章只是初阶，暗示还有进步空间，所以趁现在继续延伸。练出“真元”，蒼龍逼韋陀辅助練九死涅槃并借機重創，後上武當奇遇得復功突破，武功可能更在龍虎三皇之上。 |      |
| 老妖     | 毛利修宏 | 十八層閻羅勁 ( 第十八層 ) 奪命八殺爪 八絕掌                                                                                | 原羅殺教雙妖之一，因厭倦殺人，改邪歸正加入龍虎門。武器为閻羅奪。 |      |
| 飛妖     | 山下哲男 | 玄冰功 | 原羅殺教雙妖之一，但為人正義，輕功絕頂，跟隨老妖加入龍虎門。 |      |
| 戒仔     | 法戒     | 般若心经 般若禅掌 霹雳禅震 天佛掌                                                                                          | 原日本東照宮普陀法王的私生子，菩薩心腸，稚氣未脫的小僧，品性純良，渾無心機，一身東密禪功練得極為不俗，般若心經配合天佛掌難逢對手。 後被五大世家的南宮一指欺騙是其兒子，其實只是想騙取「般若心經」，後得悉真相加入龍虎門。武功方面，與落難的月尊者結緣習得「天佛掌」，更有擊敗火雲邪神的記錄。金神魔君魔種所至使得易失控。 |      |
| 大水牛   | 北海牛   | 至尊魔功 ( 第四品 ) | 五大世家北海蛟龙的私生子，至尊宫一役後加入龍虎門。 |      |
| -        | 慕容玉儿 | 玉女心经 玉女神指 销魂掌法 玉簪指 醉剑 蓬莱剑法 紫电神功 紫电神剑 打狗棒法 飛仙劍法                                        | 剑痴之女，火云邪神的堂妹，王小龙的天使(愛人)，之後加入龍虎門。 |      |
| -        | 金牛     | 金鷹七奪訣 萬法歸宗 五郎八卦棍 歸元氣                                                                                      | 父亲金鹰被罗刹教杀害，现作为新力軍对付罗刹教，之後加入龍虎門。王小龍教導五郎八卦棍給金牛防身。 |      |
| -        | 金詩詩   | 金鷹七奪訣 飛鳳腿 天山真罡 蓬莱劍法                                                                                        | 父亲金鷹被羅剎教殺害，現作爲新力軍對付羅剎教，之後加入龍虎門，成为『北腿』王文燕的徒弟，兼修練慕容玉兒的蓬莱劍法。和王小鷹互生情愫，感染無名毒身亡。 |      |
| -        | 林峰     | 三元勁 飛花三十六無影腳 天殘腿(破金,破石,破木)                                                                             | 無影居士 林岳儿子,雙腿被廢,後得白仇幫助練得天殘腿復功。 |      |
| -        | 林谷     | 三元勁 落葉二十四無影刀 | 無影居士 林岳儿子，為救白仇而死。 |      |
| -        | 铁青天   | 火焰神功（紫焰） 铁沙掌 铁沙柔掌 追魂铁手                                                                                  | 铁如山儿子，夜袭龙虎门一役被烈火祖师圣火焚躯同归于尽。 |      |
| -        | 阿柴     | 金钟罩（第九关） 罗汉拳 摧心錐（黑龙所授）                                                                                 | 天生愚鈍，至德禪師徒弟，與金羅漢份屬同門。被神武英明廢掉之後，生不如死，後求小虎將他殺死。 |      |
| -        | 谷次郎   | 空手道 合气道 | 日本警視廳隊長，協助龍虎門的對外通訊。升任國際刑警亞洲反恐特種部隊總指揮官。 |      |
| -        | 马青武   | 真武指 武当排云掌 三清真炁 武当太极功                                                                                      | 八卦掌马青山的弟弟。他与金诗诗青梅竹马，感情要好，三年前返回国内武当山追随师祖深造武术，得知兄长遇害重返横滨中华街，探望好友，因为一次误会和小虎小小的切磋了一下。但在之后与新罗刹双妖中的妖后交战中被她打伤。之后在去与真武社讲武交流的路上，被妖后分尸惨死。 |      |
| 大鼻林   | -        | 青龍出洞 | 王降龙的徒弟，龙虎群英的前期的好友。 |      |
| -        | 白天娜   | 逍遥令心法 三阳手 三阴手 绝脉指 逍遥七破                                                                                   | 乃黑白双狮中白狮的女儿，龙元老的外孙女，更是白仇同父异母的姐姐。小时候亲眼看到自己的母亲龙如飞被白狮所杀，后被龙元老所收养。为报母仇，从龙元老中学得内功“逍遥令心法”，兼修三阳手、三阴手、绝脉指、逍遥七破。内功独特，招式凌厉，武功走刚猛一路。 因石黑龙身上“骷髅晶石”的特殊能力，而知道白仇是自己同父异母的弟弟。 |      |
| 九纹龙   | -        | 神农百草诀 | 长洲五狮堂金毛狮王的义女，金毛狮王自被龙虎门斗垮后，已经金盆洗手，退隐多时，近年与油麻地新十三龙排行第九的九纹龙投缘，才将她收为义女。 和石小慧、白天娜一起交战小棍妖。 |      |
| -        | 石小慧   | 玄女冰心诀 礼仪腿 寒云路步法                                                                                               | 石黑龙的亲妹妹，一个青春靓丽，甜美动人的美少女。一身玄女冰心诀内功，兼修腿法礼仪腿与轻功寒云路步法，摆开架式，似模似样，轻灵飘逸，师从慈云圣僧。和白天娜拼起来亦毫不逊色。 |      |
| -        | 斯琴高娃 | - | 石黑龙的亲生母亲。因为石黑龙的关系，而被金龙锁劫持，并被其挖去内脏，用以威胁黑龙。 现已被天蝎救出。 |      |
| -        | 薜飛     | 九陰真經（第八章） 黯然神傷掌                                                                                              | 國際刑警亞洲反恐特種部隊隊長，谷次郎派来协助行动。 |      |

### 前辈
| 角色称号      | 原名            | 武功                                                                             | 备註 | 生存 |
| 丐帮帮主      | 洪东            | 易天玄氣 丐帮降龙十八掌 打狗捧 醉八仙拳                                          | 丐帮第38代传人，手执打狗棒，为人正义，德高望重，性格正直，有侠义精神，乃王小龙及铜猩的恩师。 与师弟醉魔唐恨一起师从名震江湖的丐帮第37代帮主雷三绝。 随师五年，为人聪明正直，极得雷三绝喜爱，传授玄门正宗内功心法——易天玄气，兼得由二千年前丐帮开山祖师洪四海所创的“降龙十八掌”与丐帮的另外两项绝技“醉八仙”和“打狗棒法”。 其巅峰功力“盖世神罡”拥有媲美火云邪神《易筋经》黑级初阶三间的战斗力。 现已被火云邪神废去双臂，在将一身功力全部传给小龙，并收铜猩为义子之后，隐居。 |      |
| 北神掌        | 铁如山          | 火焰神功（紫焰） 铁沙掌                                                          | 铁青天父亲，年约六十余岁，发鬓好白，并无半点龙钟老太，双目神采，气度威猛豪雄。 一身火焰神功已达顶关紫焰级，配合铁沙神掌，与罗刹教四大天王的师傅四绝居士齐名。 被夜枭的师兄死神拳王杀死。 |      |
| 北腿王 飞凤腿 | 文燕            | 天山真炁 飞凤腿                                                                  | 小佩的师父。 武林中，降龙十八掌乃掌法至尊，腿法则以飞凤腿称绝，曾几何时，文燕与洪东齐名，南北称雄，各领风骚！当时的飞凤腿文燕名气大了，他与小虎与小龙的祖父王岳渊的并称南北腿王，分庭抗礼！与罗刹教的黑白双狮有血海深仇。 於戰神島一役後失蹤。後和月仙兒白蓮教，龍虎門一同行動。 |      |
|               | 銀挺            | 九霄真經第七章 詠春 聞風杖法                                                     | 日本華僑，詠春拳館館主，銀鷹的表哥，韋陀義父，銀小菊父親，妻子被銀鷹玷汙，被銀鷹弄瞎雙眼活埋，後被韋漢救回，恢復功力後教導年幼韋陀武功，最被死神拳王打死 |      |
| 華九公        | -               | 天蠶功 盤絲探脈手                                                                | 前羅刹教藥聖，醫術與白蓮教藥神明境齊名，王小虎的契爺，与金羅漢有十怨九仇。泰國一役掉海，魔鬼伯爵保羅救上收服。但龍天下出面至尊會收保華九公。 |      |
| 五大世家盟主  | 陈夺            | 顶天立地神功（顶级） 刻骨爪                                                      | 五大世家之盟主，五十徐岁，举止从容，武功高强，城府极深，拥有一切尽在掌握之内的自信，五大世家盟主不易为，这老谋深算当得甚为称职！ 指点石黑龙「刻骨爪」，被逆子陈傲云出卖杀死。 |      |
| 東方世家家主  | 东方凌霄        | 黑煞奇毒                                                                         | 五大世家之一，於白蓮教戰役中被東方無敵假扮的銀聖老殺死。兒子東方獨曾被銅聖老唆擺而針對王小虎，後得以釋懷。 |      |
| 南宮世家家主  | 南宫奇 南宮一指 | 震天罡氣 阴阳指 乾天指 玄天指                                                    | 五大世家之一，天生縮骨斂財而害死自己。 |      |
| 西門世家家主  | 西门萧          | 心弦神訣 神音五韵                                                                | 五大世家之一。精通音律，身怀深厚内家功夫的高手，年近半百，一脸沧桑，但不失飘逸洒脱，貌相清俊，沉默双目精光内敛，正气正派！ |      |
| 北海世家家主  | 北海蛟龙        | 摧心錐                                                                           | 五大世家之一，大水牛亲父，指点石黑龙「摧心钻」。 |      |
| 武当诛邪      | -               | 太极罡 太極剛拳 武当排云手 太极圈劲                                              | 武当派传说的人物，武力偏向刚猛一路。不敌练成阴阳修罗大道的妖后，惨遭分尸而死。 |      |
| 白云真人      | -               | 武当三清真炁 武当排云手 太极圈劲 青锋指 武当燕子飞 燕翻云                        | 武当派马青武的师叔，一身正气，赞同金鹰“邪恶当灭，正义长存”之言。身怀武当内功「武当三清真炁」，配合「武当排云手」、「青锋指」、「太极圈劲」的招式，最后加上「燕子飞」、「燕翻云」等身法。 在罗刹教新篇章中，与新组成的罗刹教杀道第二杀手暴狮交战，并成功将其击杀。 但在之后与新罗刹双妖中的妖后交战中，力战惨死。 |      |
| 真武社社長    | 北条信義        | 真武罡 真武大手印 蛇牙手 響尾腳 震武神之手                                       | 日本武道最高領導人，化解一場中日間的仇怨，麾下高手如雲，如卍法禪道大禪宗、相撲神犬藏、鐵拳伊籐權、死神之手竹野武吉、北斗拳川島剛、山田隆史等。 |      |
| 武圣          | -               | 蒼天大氣 武圣神罡炁 炎阳掌 御剑术 两极掌 黑沙掌 无量气 龙爪手 八卦掌 小擒拿手    | 中国古武道大宗师，近代武林神话。武功超凡入圣，尊称武圣，仁义并重，品德高尚成就一代大宗师，穷一生之力发扬中国武术，以卫道锄奸为己任。为追回国宝“离火古剑”而来泰国，后被龙虎群英请来对付龙贯天。和蔼亲切，培育正义之师。被陳傲雲殺死。 |      |
| 慈云圣僧      | -               | 金钟罩 玄天剑指 佛心绝刀 少林潭腿 少林双圈手 少林龙旋掌 罗汉拳 寂灭爪 大力金刚手 | 金龙头和石小慧的师傅，和前油麻地“油尖十三龙”大龙头有缘。因天蝎曾屠杀慈云的门人而追至香港。 |      |
| 棍王          | 杨远尘          | 五行气 五郎八卦棍 三寸真元劲                                                     | 杨家将后人，五郞八卦棍传人。 被剑痴用无相神功的火云掌所杀。 |      |

### 異人館
| 角色称号     | 原名      | 武功                               | 备註 | 生存 |
| 異人館少館主 | 言生      | 無相神功無尚功                     | 易天行義子，原來只是易天行移魂大法的工具。                                                                     |      |
|              | 龍五      | 天煞邪罡 孤星棍                    | 表面冷酷無情，為人重情重義，多次協助龍虎門。                                                                   |      |
|              | 古月大山  | 逆天道 天山游龍刀訣 佛山洛家旋風刀 | 桑塔兒族族人，實為古月族唯一後人。                                                                             |      |
| 異腦/米國仔  | 威廉.賽斯 | 九星奇功 星象拳                    | 電腦奇才，武功平平，但能分析對手武功的弱點，破解精妙，能腦電波傳訊给隨從羅賓。用電擊露指手套。魔鬼黨教皇之子。 |      |
|              | 童真      | 童子功                             | 擁有操控動物的異能。                                                                                           |      |

### 少林寺
| 角色称号 | 原名 | 武功                     | 备註 | 生存 |
| 少林住持 | 法圓 | 洗髓經                   | 少林寺主持。 |      |
| 神僧     | 無明 | 洗髓經 金剛彈指          | 比少林主持高出二個輩分，三十多年前天下無敵血洗少林寺的倖存者，閉關修練少林至寶洗髓經，功力精純，綿長渾厚，已達反璞歸真之境，隨手便彈開白仇的御劍飛行，已將洗髓經練至極高境界。                         |      |
| 神僧     | 無滅 | 洗髓經 摘星擒龍 般若禪掌 | 比少林主持高出二個輩分，三十多年前天下無敵血洗少林寺的倖存者，閉關修練少林至寶洗髓經，剛猛厲烈，有如澎湃怒潮，洶湧無盡，單手一招摘星擒龍便輕鬆將白仇的天罪奪至手中令其無法收回，洗髓經已練至極高境界。 |      |

## 主要反派人物

### 香港
香港黑帮
1. 毒枭马 马坤
2. 吴豪（罗剎教香港区毒品分销商，被翻江蛟杀掉）
3. 长州五狮堂（首领金毛狮王）【武功－ 獅子吼】
4. 湾仔七虎（首领吊晴白额虎）【武功－ 黑虎霸罡、鐵沙虎爪功】
5. 北角七罗汉（首领铁罗汉）【武功－ 鐵布衫、鐵線拳】
6. 柴湾四鳄（首领鳄太岁）【武功－ 金鐘罩(第六關)】
7. 油麻地十三龙（首领大龙头）【武功－ 大力金剛功、道經心法、降龍十八腿】
8. 沙田三豹（首领恶豹头）【武功－ 降龍十八腿(十七式)】
9. 慈云山七鹰（首领大鹰王）【武功－ 大力鷹爪功】
10. 荃湾十五狼（首领大狼王，即罗剎教三煞星之一）
11. 元朗黑帮（首领凶神）【武功－ 神打】

翻江蛟集团
1. 翻江蛟：【武功－九幽逆经邪功（青焰级，后提升至五毒级）、赤炼鬼爪】
2. 丁氏兄弟﹣丁霹、丁雳（翻江蛟的叔父）【武功－ 霹雳玄功、朱砂拳、朱砂霹雳掌】
3. 越南五毒门（首领五毒门主）【武功－ 陰陽五毒功、阴阳三式】
4. 泰国五味集团（首领五味法师）【武功－ 鬼打邪功（地藏王级）】
5. 魔鬼螳螂门（首领唐万仇）【武功－ 七十二罡气（六十四转）、魔鬼螳螂金刚钻】
6. 醉魔（唐恨）【武功－ 七十二罡气（七十二转）、醉八魔、醉螳螂】

### 日本罗剎教
領導層
| 角色称号 | 原名              | 武功 | 备註 | 生存 |
| 火雲邪神 | 西城勇            | 易筋經(無間) 天蠶功 無相神功 吸星大法 飛升诀 火雲掌 霸腿 達摩三绝（達摩神剑、達摩神腿、達摩神掌） 達摩指/達摩禪剑/達摩無盡劍 、罗汉神拳 大力金剛指/爪/腿 如来大手印 六神訣 無影無蹤 超神入化 神·聖 | 日本羅剎教教主，人稱極道羅剎。 |      |
| 老邪神   | 西城望            | 易筋經 火雲掌 霸腿 吸星大法 | 旧任羅剎教教主，断了一掌。 (兄弟：青紅元老，隸屬：元老會，親從：青城派天地人三長老、哼哈二僕) |      |
| 烈陽神   | 韋驚世 (甲賀健太) | 易筋經 火雲掌 | 上任羅剎副教教主，日本人，為成全中國來的韋一刀成為甲賀門主，交換身份，改跟韋氏夫婦，並改中國國籍。為羅剎教入白蓮教做臥底成為火神偷取九陽神功。愛上東方無悔，後來無悔被誤殺，聖殿風雲一役甘願在愛妻墳前自殺。 |      |
| 羅剎女   | 西城惠子          | | 詳見日本罗剎教密使。 |      |
| 白鷲     | 伊賀洋介          | | 詳見日本罗剎教密使。 |      |

內外專使
| 角色称号 | 原名     | 武功                                     | 备註 | 生存 |
| 白主管   | 白無涯   |                                          | 詳見泰國廣法堂。 |      |
| 棍魔     | 常昆     | 黃帝玄經 魔影棍                          | 中國廣西棍法高手，天資其高，但妒忌心重且心術不正。殺害同門的孔慈後被警方通輯，潛逃於菲律賓苦練棍法，火雲邪神親自收服，管內務。叛教，被小魔棍報父仇擊殺。                                       |      |
| 老魔     | 老宗主   | 黑死冥鑑神功 八絕爪                      | 日本魔宗第十七代宗主，老練能幹，在日本以爪法一絕，比老妖出道还更早，火雲邪神親自收服，管外務。叛教，被毒娃色誘下毒收服。(手下：魔家四將）                                                      |      |
| 龍妖     | 暴君龍   | 凶獸魔功                                 | 越南殺手集團團長，管外務，澳門之役被王小虎殺死。(手下：三凶煞星、十二星座殺手) |      |
| 瘋妖     | 瘋如意   | 如意天經 如意七轉                        | 因出生為怪胎遭到歧視導致思想歪曲，耍手段下終在印尼青華幫闖出名堂，管內務，最後任務失敗遭白鷲用無形刀殺死。(手下：瘋癲三狂、青華幫)                                                             |      |
| 棍妖     | 入江幸則 | 龍宮勁 易筋經 龍宮棍法 求敗棍法 千變棍法 | 老邪神時代的四妖之一，面具下容貌其醜，管內務。不斷的任務失敗，從擁有到失去，思想已有所改變，只想保住兒子離開江湖之地。攻打白蓮一役自感罪孽深重，最後一擊不還手身亡。(手下：四將、四鬼、六騎士) |      |
| 劍妖     | 掛野吾郎 | 陰世奇經 陰世神劍                        | 老邪神時代的四妖之一，管內務，曾因輸給棍妖不服在陰世教上巧遇學得陰世奇經後回羅剎教一雪前恥，奸殺胡琴最後被王風雷殺死。                                                                         |      |

#### 密使
| 角色称号        | 原名     | 武功                                   | 备註 | 生存 |
| 左密使/白鷲     | 伊賀洋介 | 神氣道 分金手 無形刀 飛縱術 伊賀流忍術 | 現任羅剎教副教主，伊賀甲賀派門主，火雲邪神親信。                                                                       |      |
| 右密使/夜梟     | 福島邦雄 | 易筋經 催心掌                          | 黑心老叟徒弟，挑撥離間林岳兒子與龍虎門，最終於聖殿風雲一役遭了結。                                                     |      |
| 新右密使/羅剎女 | 西城惠子 | 長生訣 殺神道四式                      | 曾為西城權的傀儡任羅剎教教主，元老王孫女，火雲邪神青梅竹馬和情人，在迪士高密室殺死媚娘後，亦為激光所殺。               |      |
| 小邪女          |          | 冰火七重天 冰火螳螂 跆拳道 九死邪拳道  | 前香港幫會官塘十一邪的首領，後跟隨陳傲雲。通天教一戰後回復自由身，成為鐵萬山近身侍衛。鐵萬山死後跟隨金羅漢加盟羅剎教。 |      |
| 小魔棍          | 孔佑男   | 紫青仙霧神功 花棍 易筋經               | 中國廣西聖棍門孔慈之子，父親被棍魔虐殺，千里迢迢到日本報仇，本為教母珍珠的保鏢，後改任密使之位。                       |      |

#### 直屬護法
| 角色称号       | 原名     | 武功                   | 备註 | 生存 |
| 金佛護法       | 金如來   | 離火玄冰功 天佛掌      | 印度雷音寺主持，羅剎教以道衍神僧舍利子力邀加盟，最後被三皇所殺。                                                                     |      |
| 銀影護法       | 林岳     | 三元勁 無影刀 無影腳   | 來自中國湖南貧窮的村莊，為金錢加入羅剎教，由於火雲邪神看中其兩兒子更青出於藍的實力，首戰出動被孤軍作戰而戰敗廢功，心有不甘死不瞑目。 |      |
| 金護法 /天長老 | 金天師   | 蓬萊神功 彩雲掌 金神掌 | 日本蓬萊仙道現任門主，達至金丹境界，後改任天長老，被至尊會的蒼龍殺死。                                                               |      |
| 銀護法         | 銀狐     | 血影魔功 血砂掌        | 被至尊會紫龍使所殺。 |      |
| 銅護法         | 童剛     | 五嶽金鐘罩 恆山白鶴腿  | 中國五嶽門掌門，被白仇毒殺。 |      |
| 鐵護法         | 巫大     | 碧玉寶鑑               | 台灣海幫幫主，於火雲邪神身上種蠱王，背叛羅刹教被火雲邪神所殺。                                                                       |      |
| 金羅漢         | 木村武夫 | 金鐘罩                 | 詳見北太極國。 |      |
| 鐵護法         | 鐵龍     | 龍甲鐵布衫             | 自少立志加入羅刹教。 |      |

#### 護教長老
| 角色称号 | 原名     | 武功                                     | 备註                                                                                         | 生存 |
| 天長老   | 諸葛無我 |                                          | 詳見至尊會。                                                                                 |      |
| 地長老   | 陰爺     | 陰世奇經 陰世幻腿 幻陰指 陰世電爪 幻陰刀 | 陰世教現任教主，老邪神親自聘請的高手，於香港一役被白蓮教夜魔及冥月尊者所重傷，最後被車撞死。 |      |
| 人長老   | 壽仙翁   | 仙骨洗髓功 天罡靈子炁                    | 天山洞仙派前任掌門，以長壽為利誘加入羅剎教。                                                 |      |
| 陰姬     | 陰素素   | 陰世奇經 陰世幻腿 玄陰爪                 | 地長老陰爺的孫女。                                                                           |      |
| 天長老   | 大羅金仙 | 封神武典九重天神罡 蓬萊神功              | 大羅仙派創立者，金天師師叔，蓬萊神功悟出更高境界神元關。                                     |      |

外援
1. 東條重工
2. 聖火門及拜火教
3. 星宿派
4. 獅吼門
5. 密宗黑教
6. 伊賀流及甲賀流
7. 神武家
8. 五大世家的南宫家和陳家
9. 廣法堂

### 韩國白蓮教

#### 白蓮教主
| 角色称号   | 原名     | 武功                                                                                           | 备註 | 生存 |
| 前白蓮教主 | 東方無敵 | 九陽神功（日出東方境界） 玄冰龜息法 九阳五绝 五绝合一•东方无忌 九陽•真五絕 日出東方 震乾坤精元 | 上任以來，乃白莲教歷代以来武学修为和计谋最为出众的教主之一，遺憾在因练上九阳境界时走火而不能人道。 雄才大略的东方无敌向罗剎教挖角金罗汉成为日圣使，同时也向龙虎门挖角王风雷担任月圣使，这新的铁三角，远比之前日月圣使还强，號稱「無敵组合」，而《新著龙虎门》中，白莲教也相当聪明，不跟强横的龙虎门为敌。 《火云邪神传2》中被火云邪神废功，药神（明镜）找出可复功的「玄冰龟息法」，重练九阳神功和压抑住十阳过剩的阳火，但是会失去部分记忆。之后创出「九阳•真五绝」。 功力早已突破原有九阳神功的范畴，四大教主一役中，在明鏡幫助下，練成丹陽納海，成就九陽神脈及真元，媲美易筋经黑级高阶功力甚至超越黑级高阶。唯最後敗於宿敵火雲邪神飛昇訣吸功之下，最後傷重身亡。不过只是又诈死假以时日东山再起耀我白莲千秋万世。东方无敌于无名毒篇再次登场，并在王伏虎和东方真龙帮助下复功，甚至透过练成名为日出东方的外置式十阳武功更胜从前。之后，本来有意重掌白莲教的东方无敌还是被东方真龙说动，决定暂时放手。不过，东方无敌还是因为自己之前复功的私心与王伏虎彻底翻脸。 |      |

#### 東方家族
| 角色称号                           | 原名                     | 武功 | 备註 | 生存 |
| 金將軍 /太子 /前白蓮教主 /韩国总统 | 東方真龍                 | 九陽神功（第九陽終極心訣） 金甲神功 金刚钻拳 九陽五絕 九阳滅绝剑 不死鳳凰破體劍                                                                 | 东方无惧的兒子，因惧怕遭人杀害而被金圣老收为养子化名慕容武金将军。在東方無敵疑似身亡後，東方真龍以新形象出現兼武功大進，並繼任白蓮教新一任教主。東方真龍于无名毒篇发现東方無敵在退位前冻结白蓮教大部分财产，察觉到叔叔用心的他愤而追踪叔叔到南太平洋。叔侄争执一番後東方真龍成功说服東方無敵让自己尝试经营白蓮教。猎龍屠神篇期间，東方真龍刚刚解决白莲教财政危机后不久就因为韩国政府对王小龍下达格杀令而赶回南韩，并因此险与龍虎门交恶。不过，東方真龍还是因祸得福成为無名毒疫苗的最大得益者，甚至透过当选总统出了这口氣。 |      |
| 南王                               | 东方无忌                 | 九阳神功（第八阳） 十阳初階境界+五绝合一 （在王风雷传中曾经吸收东方無敵十阳火劲成为第一个达到十阳初階境界者，并使出东方无敌意想出来的五绝合一） | 东方无敌的二哥，后为白莲叛徒，内乱篇结束时被阉割并软禁，教授侄子东方真龙九阳神功。在王风雷传时帮助东方无敌宣泄十阳圣火而自焚，后东方无敌便以东方无忌命名连续技以纪念他。 |      |
| 公主 /前白蓮教主                   | 东方雪蓮                 | - | 東方無敵的女儿，刁蛮任性的公主，喜欢小虎，東方真龍之後新任教主。中北太極國黑心指氣而亡。 |      |
| 東宫娘娘                           | 涂冰                     | 連環訣 銅像功 天残三絕 | 原爲東方無敵的妻子，因東方無敵不能人道而淫亂官闈，私通銅聖老叛教而被囚於天牢，在石黑龍傳2裡，中了金聖老的超神入化而死。 |      |
| 国丈 /腿怪                         | 涂龙                     | 連環訣 天残三絕 | 崆峒派「天殘三絕」的傳人，尋找崆峒派正宗內功縱橫罡，師弟黑心老叟曾要求他交出“天殘腿”祕笈卻遭拒絕。他是現任白蓮娘娘塗冰的父親，東方無敵的外父，因塗冰叛教而被東方無敵用麻鷹啄死。 |      |
| 義皇子                             | 西城聖(後改名為西城無敵) | - | 火雲邪神與珍珠的兒子，東方無敵的義子，被弥赛亚派遣米利暗掳走。 |      |
| 義太子                             | 神武英明                 | - | 見神武家，原被收买做東方無敵的義子。 |      |

#### 二聖使及丞相
| 角色称号               | 原名   | 武功                                                            | 备註 | 生存 |
| 韓國神手 /日聖使       | 赤目   | 合氣道（神氣段最高境界） 殺人技                                 | 韓國三大天才武者之一，東方真龍特邀得的新任日聖使，双眼赤红。 |      |
| 日聖使                 | -      | 九阳神功（第七阳） 烈阳刀 阴阳大挪移                            | 第二任日圣使，因不满教主东方无敌偏重月圣使，归顺罗剎教，圣殿风云一役失败后被依叛乱罪斩首。(手下：棒锤双奴) |      |
| 月聖使 /月親王 /副教主 | 王伏虎 | 九阳神功（第八阳） 烈阳刀 火云掌 阴阳大挪移 九阳神剑 九阳小霹雳 | 第二任月圣使，因救了老月圣使机缘巧合下修练了白莲教不外传的「九阳神功」，因不肯入教而被东方无敌打至失忆成为傀儡，現為白莲教副教主。東方真龍繼任新的白蓮教教主，允許他離開白蓮教。(妻子月圣母胡媚娘、義女月仙儿，手下：灭绝上师、钹法喇嘛、锤法喇嘛、爪法喇嘛、三魔女黑蛛、红蝎、黄蜂) |      |
| 丞相                   | 蓝浪   | 碎骨劲 碎骨爪                                                   | 碎骨門代門主，因搭上魔鬼党的修罗男爵在利益输送下为白莲教增添收入，被封为白莲丞相。后出席通天大典被火云邪神杀死。(師傅：碎骨門門主仇千鹤) |      |

#### 教主親信及御林軍
| 角色称号 | 原名   | 武功                                | 备註 | 生存 |
| 大寶太監 | -      | 童子功 （红日诀） 擒龍手 拈花指     | 白莲教主近身太監内務總管，童颜鹤发，阴阳怪氣，左右太陽穴饱满鼓胀，显然是身负深厚功力。 (手下：二寶、小寶太監) |      |
| 東衛     | -      | 太極玄功 兩儀八卦掌                 | 前白蓮教御林軍統領，慘被韋驚世化為灰燼。 (手下:南衛、西衛、北衛)                                              |      |
| 霹靂衛   | 皇甫易 | 太極玄功 太極霹靂 北斗神罡 斗極霹靂 | 新白蓮教御林軍統領，北衛北斗門同門兼叔父。 (手下:刀衛、劍衛、陽衛、陰衛)                                      |      |

#### 三将军
| 角色称号 | 原名     | 武功                                | 备註 | 生存 |
| 金将军   | 慕容武   | -                                   | 詳見東方家族东方真龙 |      |
| 毒将军   | 段天邪   | 千毒绝心经 恶毒蛊气 千毒掌 一缕青烟 | 三将军之一，因修练《千毒绝心经》导致毁容，东方无敌的亲信，圣殿风云一役被当时仍任职罗剎教金护法的金罗汉打爆头惨死。(毒娃段小翠是他女兒，年十六岁，样子美丽，肌肤胜雪，神情冷若冰霜，予人无情冷酷的感觉，尽得父亲使毒的手段，毒功已见七成火候，名副其实的毒娇娃！父亲死后对金罗汉加入白莲教非常反感) |      |
| 鬼将军   | 克謝尼婭 | 化血爪                              | 三将军之一，俄韓混血兒，持吸血神鞭，背叛东方无敌，后于参帮压解事件被打残，現今下落不明。(手下：蓝煞、白煞) |      |
| 太岁将军 | -        | 横练太保神功 神雷劈天手             | 东方无惧麾下，上任三将军之首，年过七十，老当益壮。四十多年的《横练十三太保》外家硬功修为已达到炉火纯青的境界，功力深厚无比，刚猛之极。 因当年有份杀害怀有《九阴真经》的厉贞而被干儿子王小龙用《阴风爪》爆头。(手下：驿马将军及破军将军亦為同一下場)                                                |      |

#### 四圣老
| 角色称号 | 原名   | 武功                              | 备註 | 生存 |
| 金圣老   | 金傲天 | 金甲神功 (三才境界) 金丝掌 截脉指 | 年约八十岁，白莲教第二高手，四圣老之首，东方真龙的师父。修练张角所创的「金甲神功」，不但可以预测对手的攻击方位，也可以用五行属性相克来加强攻击力。已经拥有超级强者之间的感应，金甲神功一面倒压下易筋经白级，硬拼易筋经黑级也仅逊半筹。 此推测是根据以下原因：金圣老与东方无敌连手活生擒老邪，老邪炉火纯青的白级易筋经硬拼下略输金甲神功。(師弟：拳霸、腿霸) |      |
| 银圣老   | 银飞   | 九天银环功 奪命银梭               | 四圣老之一，崆峒派，經查明證實是謀反的主謀人之一。被東方無敵殺害及割下面皮假扮銀聖老，用來剷除同謀。 |      |
| 铜圣老   | 铁中铜 | 铜像功 铜头 铜拳 铜脚 獅子基因    | 四圣老之一，原为马贼，后修练「铜像功」加入白莲教，因与涂冰叛教而逃亡。后被罗剎教吸纳时被王小龙打残，之后被王伏虎劝介后退隐江湖，現為北太極辦事。(手下：铜头魔、铜拳魔、铜脚魔) |      |
| 铁圣老   | 铁中铁 | 铁骨奇功 铁骨拳                   | 四圣老之一，铜圣老的弟弟，瘦骨伶仃，脸上满是深刻皱纹，不时挂着一丝可亲的笑容，殷切可亲。被吞雷殺害。 |      |

#### 四神
| 角色称号 | 原名      | 武功                                 | 备註 | 生存 |
| 雷神     | 雷宏      | 雷神战躯（第二重） 雷霆魔功          | 四神之首，首爾分陀最高決策人，師承万雷魔君。和电神秘密出使泰國执行任務时被蚩尤元始門捕获收囚。白蓮教研究出無名毒疫苗售出，轉虧爲盈，贖回。老天尊复活杀死。(手下六冤魂：勾魂、游魂、凶魂、恶魂、夺魄、厉魄)             |      |
| 电神     | 冯三      | 闪电奇功 閃電三式                    | 四神之一，师承刁大雄，原东方无忌亲信，圣殿风云一役後已歸順东方无敵。和雷神秘密出使泰國执行任務时被蚩尤元始門捕获收囚。白蓮教研究出無名毒疫苗售出，轉虧爲盈，贖回。老天尊复活杀死。(師傅電王，師兄弟：狂人、屠夫、烈女) |      |
| 火神     | 于文泰    | 九阳神功（第六阳） 火云掌 阴阳大挪移 | 上任火神于通的兒子，其父被白莲叛徒韦惊世杀死，但作為儿子始终不能亲自报仇，替东方无敌护驾不敌凶星被杀死。 |      |
| 药神     | 明镜 阎锐 | 九阳神功（第五阳） 火云掌 天醫神灸   | 四神之一，医道神人，东方无敌身边最可靠的人，最近收了小珮为徒，精堪医术有传人。服藥強行催谷功力助東方無敵練成九陽神脈導致傷害，命不久矣。                                                                               |      |

#### 五魔
| 角色称号      | 原名     | 武功                             | 备註 | 生存 |
| 夜魔          | 冥日尊者 | 冥夜神功 (闇冥境界) 冥空掌       | 波斯人，冥夜教重要領導，新五魔之首。 |      |
| 藥魔          |          |                                  | 中國神醫，創出以毒治療的概念。 |      |
| 白魔          | 薜冰     | 九天玄功 大寒天掌                | 中國玄洞門弟子，心慾極大修成玄陰邪體，被暂復活的老天尊撕裂。 |      |
| 人魔          | 異種     | 異族武典                         | 天生體質異於常人，被暂復活的老天尊殺。 |      |
| 崑崙道魔      | -        | 崑崙五禽戲                       | 崑崙派弟子，被暂復活的老天尊殺。 |      |
| 淫魔          | 變態     | 敵神逆天經                       | 韓國人，奸殺女子為樂的變態，被蚩尤爆頭而亡。 |      |
| 劍魔          | 連城     | 【武器－干将】 紫电神功 紫电剑法 | 日军侵华期间不满日本人的恶行去强奸了罗剎教老邪神的妻子，因奸成孕下竟诞下现任罗剎教教主火云邪神。三十年前从白莲前任教主东方无惧获得「紫电剑法」，修练后头发变成紫色，所以火云邪神的头发也是紫色。后来擢升为五魔之一，为现任白莲教主东方无敌鞠躬尽瘁，但为了成全儿子的霸业，甘愿自我牺牲。 |      |
| 海魔          | -        | 海量气 七旋斬                    | 韓美混血，水中天下无敌，修練中國东海派內功。 |      |
| 大力神魔      | -        | 横练金刚身                       | 由两个侏儒合体而成，天生自卑，合体以弥补缺陷。修练的內功一个位置的防御力嫓美「金钟罩」第十关。 |      |
| 血魔          | -        | 血邪罡 牙刃血指                  | 雙目俱盲，因圣殿风云被老邪神逃脱而受重罚，出使收服金如来被白鹫杀死。 |      |
| 兽魔          | -        | 熊象巨力功                       | 兽人混合体，只听命于东方无敌一人。居于猛兽林，百兽皆听其召唤。 (手下：黑、白金刚) |      |
| 妖魔          | 宫木宏   | 妖道魔經 妖之炼金手 陰陽秘典     | 宮木惠之兄，因老邪神用“易筋經”相助使其魔功改善失控，被白仇取去至尊會，人格分裂妖后，幻覺和胞妹亂倫，但現状又正常了。至尊會白蓮一戰，小虎用萬年蔘皇血解毒，轉投白蓮。後又轉投羅剎教處被小虎断一臂。                                                                                       |      |
| 巨魔/至尊巨人 |          | -                                | 滿族鑲藍旗後人，重傷醫治後智力喪失被利用，已叛出至尊會，改投白蓮。 |      |

### 韩國邪拳道场
- 领导人物

| 角色称号     | 原名   | 武功                        | 备註 | 生存 |
| 邪拳魔王     | 王海蛟 | 邪拳道冰火七重天 冰火螳螂   | 詳見【南神腿家族】(手下：大凶刀、二凶鎚、三凶戟 )                                                                                   |      |
| 邪拳道場場主 | 何勇   | 邪拳道冰火六重天 鷹爪擒拿手 | 現任邪拳道场场主，王风雷出任白蓮教月聖使後繼承邪拳道场，現已達冰火六重天境界，與韓國總統崔真善合作。 (家人：何武，手下：杨忠、杨义) |      |

### 韩國参帮
| 角色称号   | 原名   | 武功 | 备註 | 生存 |
| 参圣       | 金霸天 | 阳世奇经（十二章） 种参大法 阳世五绝掌                                                                             | 参帮前帮主，为人冷清，野心极大。偏居一处，历史源远流长，势力雄厚，白莲教多年来软硬兼施，也不能令之归降！ |      |
| 参帮少幫主 | 金鹏   | 阳世奇经（十三章聚阳归一） 陰世奇經（七竅） 合阳神功（阳世奇经+九阳神功） 阳世五绝掌/腿 陰陽合擊 天火之日 霹雳火弹 | 参帮现任帮主 年约二十许，本来长得英伟俊朗，可惜一块碍眼的黑斑令他变得丑陋异相，《阳世奇经》已臻十二章的参帮少主。 在经过父亲被杀，功夫被废等等打击之后，痛定思痛以参圣死前留下来的遗体中的功力重新修炼《阳世奇经》并将之提升至最高巅峰十三章聚阳归一。随之而来的还有容貌的恢复，性格也大变，为人变得十分的嚣张。 知道自己无法凭借《阳世奇经》报仇，于是通过种种手段将《阳世奇经》与《九阳神功》融为一体创出一套《合阳神功》。并且凭借此功在“绝世之战”中击败了龙虎三皇的王小龙，與當時韓國總統崔真善合作。為報父仇與龍貫天結義合作。 |      |

#### 蔘帮四精
| 角色称号 | 原名 | 武功                                       | 备註 | 生存 |
| 酒精     | 胡生 | 阳世奇经（十一章） 酒精掌                  | 蔘圣首徒，满身酒气，运功令体内浓烈酒精蒸发，可把敌人熏醉不醒，阳世奇经已达十一章，未逢敌手。                                               |      |
| 卜精     | -    | 阳世奇经（第十章） 离魂入梦大法 卜卦五行掌 | 蔘圣次徒，眼神深邃莫测，城府深沉，精通卜算易卦，阳世奇经练至第十章。                                                                       |      |
| 病精     | -    | 阳世奇经（第九章） 采花断脉手              | 蔘圣第三弟子，人如其名，皮黄骨瘦，像受恶疾缠身的病君，谁又知道状似垂死的药罐子，竟是身负阳世奇经第九章功力的绝顶高手。                     |      |
| 赌精     | -    | 阳世奇经（第八章） 通胜拳                  | 年四十许，性格粗放狂野，阳世奇经练至第八章，稍逊九阳神功第六阳功力，嗜赌如狂，亦只有他经常违反蔘圣训斥，流连各大小地下赌场，赌个昏天暗地。 |      |

#### 蔘帮五妖
| 角色称号 | 原名   | 武功            | 备註 | 生存 |
| 狐妖     | 胡琴   | 素女经 雪花仙指 | 酒精独女胡琴，美艳不可方物，心高气傲，深得参圣欢心，武功不算最高，却是五妖之首，地位超然。胡琴自小修炼亡母遗下的素女经，纯阴正宗，以柔制刚，若失去处子之身，功力减半，精通雪花仙指，灵巧飘忽，巧手制穴，不能自解。 |      |
| 熊妖     | 洪巨霸 | 神力功 五岳拳   | 身材彪悍雄伟，天生力大无穷，练就神力功，五妖中最厉害的一员，五岳拳威力崩山裂石，神武勇猛。 |      |
| 牛妖     | 李亚牛 | 牛魔劲 霸王腿法 | 四肢发达，头脑简单，忠心耿直，性格暴躁鲁莽，身负奇门武学牛魔劲，配合霸王腿法，强横暴烈，威力无伦。 |      |
| 猪妖     | 朱八   | 棉絮功 睡拳     | 体重百五公斤，五短身材，与一头肥猪无异，一身棉絮功无惧重击，旁门睡拳招数离奇，莫测高深。 |      |
| 犬妖     | 冯坤   | 玄阴诀 阴风爪   | 阴阳怪气，心术极坏，修炼邪门玄阴诀，一双阴风爪歹毒非常。 |      |

### 泰國通天教

##### 鐵氏家族成員
| 角色称号      | 原名        | 武功 | 备註 | 生存 |
| 文殊天尊      | 鐵五郎      | 軒轅驚天訣（三十九層天） 軒轅神道經 鐵男道 五郎八卦棍 雷拳 电掌 驚神腿 | 通天教教主，二十八歲，行事衝動魯莽，仍要父親不時提點，敗給火雲邪神後痛定思痛修練上家傳內功頂峯功力，但思想依然單純，覺得父親老天尊的行爲是越權，經歷多番挫敗已有所改進。四大教主之戰後顿悟看開，法律轉讓通天教给石黑龍補罪。为了证明自己消耗生命練鐵男道，後来在军舰岛一战和父亲帮助下续命。(親從：三絕手絕手、天殘腿神行) |      |
| 老天尊 鐵令公 | 鐵萬豪      | 道經軒轅驚天訣（第三十九層神脉境界） 飛升訣 御劍術 雷拳 电掌 驚神腿 五郎八卦棍 九死邪功 离火經傳 | 原通天教教主，虽然教主之位已傳给五子，仍不时处理教务，惹来文殊天尊的不满。 年輕時遇上少年王降龍，並對其的腿法惺惺相惜。 在“道經傳人篇”中得到“离火古劍”与不老翁留下的与道經同修成仙的“离火經傳”。 之後更是在与龍虎三皇和無相神僧的戰鬥之中，以被無相神僧净化过的离火古劍贯體，以离火古劍的离火靈能在配上从从大陆赶来的神脉級武聖擊傷頭部，以至变得瘋瘋癫癫。在“最終篇”中被龍虎三皇及蚩尤围殴致死，但身負九死邪功，再次重生，和鐵心、鐵二郎、鐵三郎、鐵四郎的骸骨與永生的喪屍鐵令公合體，暂恢复。假装为生存不惜一切激发五郎与他拼死一战，最终以一身功力为五郎延续寿命，含笑而终。(親從：刀煞神、血煞魔、金煞神金面佛、鐵牛、朱八、左尊使炎帝、火獒、右尊使神农、巨炮) |      |
| 鐵娘子        | 鐵心        | 道經心法 | 石武夫的现任妻子，才德兼备，城府最深，很尊敬老天尊，在四位矛盾众多的兄弟中充当着和事佬的角色。 在下一代众多子女中最为杰出，是最适合当教主的人，無奈是女子之身，心肠太软。被撤去左丞相之职後，曾短暫任通天教主，鐵五郎回歸後石武夫懷疑是被其弟殺害而心灰意冷自殺。(手下：兵部鐵血、丁猛) |      |
| 通天駙馬      | 石武夫      | 軒轅驚天訣 惊神腿 拈衣擒拿手 柔道 | 前任吏部总管，副教主，石黑龍亲生父亲，被鐵五郎殺死。 |      |
| 通天繼承者    | 石黑龍      | 內功：金鐘罩第十一關境界(石黑龍的金鐘罩十一關、三寸真元勁。 武功：柔道、落魂樁、追魂十五滾、五形拳、十字追魂棍、金鐘寸勁、摧心錐、無影無蹤（輕功）、刻骨銘心爪、黑蠍鞭腿、破空拳（萬龍破空拳）。 常用：十字追魂棍、摧心錐、無影無蹤、刻骨銘心爪。 羅剎教所有秘岌 | 通天教繼承者。 |      |
| 二郎神        | 鐵二郎      | 軒轅驚天訣（第三十五層） 三尖两刃枪法 驚神腿 | 老天尊二子，刑部总管，轻功师承凶阎王，559期因药物催谷错杀四龍而自我放弃。(手下：四魔将-魔礼海、魔礼红、魔礼青、魔礼寿) |      |
| 安逸侯        | 鐵三郎      | 軒轅驚天訣（第三十七層） 雷拳 | 老天尊三子，禮部总管，深藏不露，鐵五郎失踪后回通天教被陳傲云杀死。前妻鳳奪天之女是五郎旧情人，婚前意外已懷五郎女兒鐵冰，只道妻子有不忠而離婚。 (附屬礼部使节：西伯候铁忠、南伯候铁义 (即撒旦)、东伯候铁孝、北伯候铁勇) |      |
| 四龍元帅      | 鐵四郎      | 軒轅驚天訣（第三十八層） 雷拳 电掌 | 老天尊四子，兵部元帅（总管），唯一有能力挑战通天教主地位的人，文殊天尊亦深感威胁。与石黑龙关系亦敌亦友，559期被药物催谷下的二郞神殺死。 (手下：虎威将军、哪咤、雷震子、土行孙、炮先鋒、急先鋒、神行、快刀、鐵拳、鋼条) |      |
| 甲人          | 甲蟲 鐵六郎 | | 骗鐵令公是六郎。 |      |
| 通天教教主    | 鐵冰        | 軒轅驚天訣（第二十三層） 乾坤凝氣訣 雷拳 电掌 驚神腿 驚神破天指 | 鐵五郎私生女，十六歲，鳳奪天外孫女。後被鳳奪天利用，教主之位被交回鐵五郎。 |      |

##### 通天四侯
| 角色称号 | 原名 | 武功                                               | 备註                                                 | 生存 |
| 西伯侯   | 铁忠 | 精武绝秘 柔力圈手 崆峒开山拳 崆峒排云掌 青城锁喉脚 | 文殊天尊的堂兄弟，礼部使节。使计想夺回通天教但失败。 |      |
| 南伯侯   | 铁义 | 穹苍宝鉴 无相神功                                  | 文殊天尊的堂兄弟，礼部使节。真正身份是幽冥会撒旦。   |      |
| 东伯侯   | 铁孝 | 棉里功 太极拳                                      | 文殊天尊的堂兄弟，礼部使节。                         |      |
| 北伯侯   | 铁勇 | 十三太保横练神功 刚炮拳                            | 文殊天尊的堂兄弟，礼部使节。                         |      |

##### 通天四王
| 角色称号 | 原名   | 武功                                                | 备註 | 生存 |
| 文王     | 姜太公 | 天外逍遥篇 玲珑掌 玲瓏杖法 逍遥游 真武纯阳指 千裂掌 | 通天四王之一，曾任丞相，老天尊的启蒙师父，逾过百年高龄。凡事追求「顺其自然，逍遥自得」，退休仍不时提点老天尊，惹来文殊天尊的杀机，後來已释怀，最後於通天战舰自杀身亡。                                   |      |
| 武王     | 闻太师 | 九死易髓经（第九周天） 绝情七击                     | 通天四王之一，曾任兵部元帅，与文殊天尊很投缘。因贵为三朝元老，文殊及蚩尤离去时暂管教务，被陈傲云视为首个铲除目标，八只手指被刀神随从刀痴割掉，不甘屈服在兵部自尽，「万毒心经」把他化成血水。(徒弟：鐵彪) |      |
| 凶阎王   | -      | 阎王令邪功（第十殿） 阎王十杀令                     | 通天四王之一，老天尊五名子女的师父，教晓二郞神上乘的轻功。十一年前因武功未到顶峰，被火云邪神打成痴呆。于黑死沼泽被陈傲云夺取毕生功力而死去。                                                             |      |
| 暴力王   | 申公豹 | 超神力量（顶峰十二成功力） 爆骨拳 杀道六神技        | 通天四王之一，兵部副元帅，被大水牛打死。(徒弟：大鳄及二鳄) |      |

##### 通天六部
| 角色称号 | 原名     | 武功                                                                                              | 备註 | 生存 |
| 刀元帥   | 刀君臨   | 天心刀罡 心刀 快意隨心斬                                                                          | 现任兵部元帅，心刀門門主，獲文殊天尊賞識，與四奇隱的北俠有千絲萬縷的關係。拦截易天行最後死於其手上。(徒弟：飲血、天鑄，手下：鯊王、鱷霸、大兇、二兇、三兇) |      |
| 血魔     | 彼得     | 血影魔功 (第九層)                                                                                 | 台籍美國人，现任兵部副元帅，四奇隱西狂的徒弟，被國際刑警拘捕後再無登場。(手下：雷龍、暴龍) |      |
| 殺人王   | 毛仁     | 九轉無還神功 大悲手                                                                               | 现任刑部总管，殺人如麻，手段兇殘。(手下：餓鬼、厲常) |      |
| 絕天后   | 柳痴痴   | 天柔媚功 繞柔指 盤絲腿                                                                            | 泰美混血，现任禮部总管，被國際刑警拘捕後再無登場。(家人：花豹，手下：威龍、鐵拳、膝王) |      |
| 稚鸡     | 喜媚     | 女陰功 迷天掌                                                                                     | 現任工部总管，前上司卓不凡死後接任。 |      |
| 笑面狐   | 胡一笑   | -                                                                                                 | 现任户部总管。 |      |
| -        | 卓不凡   | 金刚不坏身 涅盘道 金刚刀                                                                          | 工部总管，因妹妹卓美姬成了文殊天尊身边的女人而急促上位，後來與铁忠搭上而失势，被疯了的老天尊杀死。(家人：九尾狐卓美姫，手下：火馬，外援：玄天教都灵上人、晓风、残月) |      |
| -        | 广成子   | 逆天神功 战天拳                                                                                   | 吏部副总管，姜太公于封神册册封的大员，被陈傲云陷害私通幽冥会及杀死。(徒弟：雷猛、挖心、狂刀) |      |
| 财神     | -        | 玄虚指 算心指                                                                                     | 户部总管，算死草一名，战神岛一役因提出撒走而被文殊天尊杀死。(手下：金蟾、貔貅) |      |
| 万毒元帥 | 陳傲雲   | 顶天立地神功（顶级） 万毒心经 （万毒）刻骨爪 （万毒）阴阳指 萬毒金鐘罩 飛昇訣                     | 原五大世家之一，《王小龍傳》参与了至尊魔王宝藏战役，被翻江蛟教坏杀兄弑父害母，返回香港开设新青联染指毒品生意，后来受老天尊赏识先後于进攻广法堂及通天金库二役大展所长，擢升为吏部总管，暗地却私通幽冥会首脑撒旦。因凌辱南宮靈芝一事遭王小龍报复毁容，下体重创再无法人道。功力方面，于黑死沼泽夺取凶阎王毕生功力，更练成天下无敌的「万毒心经」，在通天教變天篇尾，誘騙刀神替他出頭，甚至在刀神殘廢後奪得吞天滅地七大限的秘笈。（564期擢升为兵部元帅，颠覆通天教後离去）。 在《石黑龍傳３》中更學會了神道金鐘罩，甚至融合萬毒心經，成就一套新的驚世邪功「萬毒金鐘罩」。由於和神道金鐘罩性質相近，具有融合作用，以至於金鐘罩的防禦性失效，可以說是金鐘罩的剋心，甚至能秒殺相當於金鐘罩第十關功力的海神將。 之後在香港巧遇失魂的白仇挾其至新疆实验毒功，帮助其万毒心经大成。与古月派毒王合作，在天荒地老获得飛昇訣秘笈。 後来与異人館館主易天行同流，用飛昇訣吸取武聖的畢生功力，终敗亡于王小虎之下。(手下：王子J、小邪女Q) |      |
| 老妖     | 毛利修宏 | 十八層閻羅勁 (第十八層) 奪命八殺爪 八絕掌                                                         | 通天教復出 石黑龍的打手 |      |
| 飛妖     | 山下哲男 | 玄冰功                                                                                            | 通天教復出 石黑龍的打手 |      |
| -        | 王小鹰   | 达摩功（達摩金身） 降龙伏虎气功 箭拳箭腿（七式） 鹰嘴拳 铁臂铜桥 降龙十八腿 箭腿毒龙钻 皇極臻神道 | 父亲-王飛鹰、母親-洪欣、祖父-王岳渊、堂伯公-王無忌、大伯-王降龍、二伯-王伏虎、三伯-王海蛟、堂兄-王風雷、堂兄-王小龍、堂兄-王小虎、堂弟-王苦海。 中華七傑之二，王飛鹰兒子，武術推舊陳新，龍虎門的軍師，通天教石黑龍的軍師。 |      |

##### 丞相府
| 角色称号 | 原名   | 武功                     | 备註 | 生存 |
| 白骨丞相 | -      | 幽冥邪功 幽冥鬼爪        | 上任通天教丞相，年过七十，双手因残废装上机械臂。因恋栈权力而被老天尊成为首要铲除目标，于通天大典被炸死。(家人：棍痴) |      |
| 怪姥姥   | -      | 草本蠱毒 銷魂毒指 絕毒手 | 曾任刑部總管，白骨丞相年代丞相府的第二號人物，龍貫天失蹤後爲丞相府最高領導人，曾身中絕毒配受陳傲雲控制，現已解除毒性。(家人：狐姬铜脚魔) |      |
| 龙丞相   | 龙贯天 | 道经心法 鬼脉心法 爆破指 | 原國家軍區高官，因自小伸張正義而被人打成殘廢，後修練「鬼脉心法」思想變得偏激，受老天尊的利誘加入通天教成爲右丞相，後被王小虎打下山崖。武聖善意救助，傷癒後向高官請罪再度爲國家效力，結義招攬人手秘密計劃爲國家剷除各方邪惡教派。(家人：龙仁，手下：于凤、军豹、古武道羅大罗自圣、祁二祁义、沙三沙通川、掌王纳兰武、拳霸易天生、腿圣霍东、神手刑棘、金鹏、毒娃) 已死復活 |      |
| 文昌     | 比干   | 玲珑神咒                 | 丞相府的副内相，曾身中绝毒配受陈傲云控制，现已解除毒性。 |      |
| 武尉     | 韦护   | -                        | 丞相府的副外相。 |      |

### 泰國元始门

#### 門主
| 角色称号                     | 原名 | 武功                                                                    | 备註 | 生存 |
| 元始天尊 /不敗戰神 /通天天尊 | 蚩尤 | 盤古天殛震（天殛混沌） 盤古開天拳 千斤堕 泰國古拳術秘技 魔道經 道經霸拳 | 元始門門主，號稱不敗戰神，是遇強越強，豪氣干雲的海上霸王，愛吃生人肉，尤其女人和小孩。在通天篇中被撒旦催眠, 在無自主意識下殺白仇, 間接害死四小將中的四眼明和光頭星, 最後和王小虎暫時放下私仇, 一举将幽冥會九成以上高手全部消灭, 撒旦更慘死王小虎裂頭腿之下，最後和龍虎門合力打敗瘋狂的通天教太上教主老天尊铁令公。在獵神者篇後食用紫霞上人肉身後武功大進。後鐵五郎以三拳鐵拳道轟出吃掉的紫霞上人亡骸，軀散魔道經復原。與復活後的老天尊交戰，失左目右臂，絕境下突破盤古天殛震第四十層天以上，擊退老天尊後被白朗所殺。死後魂魄及四肢被製成超陰牌及三節武棍天誅地滅。但實是在布局白朗。 |      |

#### 元始双使
| 角色称号 | 原名 | 武功                            | 备註                                                                                     | 生存 |
| 翼龙     | -    | 不败诀 翻云手 雪崩掌 飛鳥御空術 | 元始门右使，轻功一绝，蚩尤身边最信任的高手。(手下：元始三妖天钩老妖、玄网恶妖、鬼叉地妖) |      |
| 火狐     | -    | 赤焰神爪 赤焰神指               | 元始门左使，敌人往往死在其狡猾及计谋之下。                                               |      |

#### 元始四族
| 角色称号 | 原名 | 武功                  | 备註                                             | 生存 |
| 蛮青龙   | -    | 龙形天罡氣 龙形天罡掌 | 元始门四大族长之首，背叛元始门被蚩尤杀死。       |      |
| 戎朱雀   | -    | 金缕银衣奇功 神鳥四絕 | 元始门四大族长之一，背叛元始门被投到海上喂鲨鱼。 |      |
| 夷白虎   | -    | 铁虎战拳              | 元始门四大族长之一，背叛元始门被投到海上喂鲨鱼。 |      |
| 狄鲁狂   | -    | 太乙战神炁            | 元始门四大族长之一，背叛元始门被投到海上喂鲨鱼。 |      |

#### 元始門五虎大將
| 角色称号 | 原名 | 武功                | 备註                                                               | 生存 |
| 泰神     | -    | 泰神泰拳道 泰神三罡 | 備受蚩尤重用，泰國人尊為神級的拳王。                               |      |
| 凶心菩薩 | -    | 玄清氣 慈航刀       | 備受蚩尤重用，於四大教主之戰蚩尤詐敗混進羅剎教做卧底。王小鹰所殺。 |      |

#### 元始門其它
| 角色称号   | 原名   | 武功                   | 备註                                                                            | 生存 |
| -          | 银铃   | 盤古天殛震（第三十層） | 元始門門主蚩尤的妹妹，石黑龍的妻子。                                            |      |
| 黑鲨王     | -      | 暴鲨拳                 | 元始門海盗首领，通天金库一役被初成「万毒心经」的陈傲云杀死。 (手下：虎鲨、赤鲸) |      |
| 海上雄狮   | 长离恨 | 盘古天殛震 铁鞭拳      | 蚩尤的叔父，元始门战神岛岛主，不順從幽冥會被铁义杀死。(兒子长离不群、长离不覊)  |      |
| 元始門門主 | 石黑龍 |                        | 見上三皇。                                                                      |      |

### 泰國廣法堂

#### 門主
| 角色称号 | 原名   | 武功                                                                       | 备註 | 生存 |
| 門主     | 白無涯 | 伏羲問天籙（第三十九層天） 道經 天地玄掌 問天掌 天馬神腿 白家腿法 求敗棍法 | 廣法堂門主，不拈手泰國毒品市場，洪東好友，已退休讓位給白朗。洪東打死醉魔五年前将廣法堂改做合法生意。白朗死後小劍仙欲取廣法堂势力以得法見醉娃。小劍仙離去後因怕通天，元始报复投靠羅剎教。敗小棍妖又自断一臂以示誠意，但暗思何機反撲，任外務廳總管。 |      |
| 門主     | 白朗   | 伏羲問天籙（第三十九層天） 白家腿法 道經 八卦天羅                          | 廣法堂少門主後新任門主。殘殺白俊，配合龍貫天交換秘書長身份潛伏至尊會。殺蚩尤用其製成武器和石黑龍御前比武争通天教主之位。 成功討好泰皇泰后，成了伊賀愛公主未婚夫。被白無涯打爆頭顱而死。                                                            |      |

### 中國至尊會

#### 龍主及決策人
| 角色称号             | 原名                 | 武功                                                                                          | 备註 | 生存 |
| 獨尊唯我             | 龍天下               | 神州帝皇寶鑑 萬歲神罡 大洲神劍 皇拳 皇盾 皇袍加身(護體神功) 龍盾 御.龍.天下氣 皇極驚世拳 布庫 | 至尊會主席，古月派神聖毒九千歲真神堂弟，满清皇族同宗，18歲時擊殺兩位兄長成為至尊會龍主，經過18年經營，勢力已經超越韓國白蓮教，趕上羅剎教，財力更已有過之而無不及，堪稱亞洲無敵巨龍。至尊會白蓮一戰敗逃躲飛機上晕昏，到泰國被鳳奪天实验，秘密化去功力和阉割来逼練乾坤凝氣訣天葵章。(親從六龍使：紫龍使、金龍使、赤龍使、白龍使、青龍使、毒龍使) |      |
| 古屍皇 /羅剎教天長老 | 諸葛無我             | 千秋萬世神功 陰屍掌 小寒山掌 夭天指 天威神掌                                                  | 古墓派傳人，至尊會外環之首，龍主之師，１２２歲之齡。曾出師羅剎教天長老當任内應，後来身份敗露。(徒弟：金屍、銅屍、鐵屍，麾下雙飛、三絶、四將、五奇人) |      |
| 管事                 | 冷寒冰               | 爪法                                                                                          | 龍主近身心腹之一，蛇蝎心腸接近變態。被至尊巨人追殺，坠崖死。 |      |
| 活神仙               | -                    | 天行神咒 不動真言咒                                                                           | 青藏祕宗活佛，裝陰陽師安倍靖對付邪神父子，懂算命，下咒洗腦。攻打白蓮教時被王伏虎，夜魔，戒仔围攻而死。 |      |
| 鐵帽子王             | 燕山河               | 神州八絕 玄氣經                                                                               | 至尊會八大鐵帽子王之一，武夷山玄武道傳人，玄氣經，內外兼修，剛柔並重，神州八絕，招勢奇猛昭意奇雄，乃一套失傳上千年的武學奇技，燕山河二十歲十緣獲八絕，至今六十四歲罕逢敵手。協助龍天下，被同是鐵帽子王的聶青扭斷頭顱。 |      |
|                      | 燕長空               | 神州八絕 玄氣經                                                                               | 燕山河之子，混血兒，母親是英國人，三十出頭，英偉挺拔，大有領袖之風，一身玄氣經已煉製火侯十足，實力雄厚至極。因父親被聶青所殺死，加入龍天下的至尊會。 |      |
| 至尊秘書長           | 無名（龙贯天一行人） | 道經（和身份者各人的武功）                                                                    | 至尊會重整架構後，龍主下第一人，為隱藏真正身份而戴上面具。 |      |
| -                    | 閒雲                 | 玲瓏仙道                                                                                      | 一身玄門道家內功，陰柔卻正氣凜然，身法如仙似聖，修為深不可測。無名用萬年蔘皇血解毒以让攻打白蓮教時叛變, 龍天下所殺。 |      |
| 西藏密宗·霹靂大神尊  | 朱邪                 | 霹靂雷霆大法 天罡雷亟                                                                         | 霹靂雷霆大法傳人。無名用萬年蔘皇血解毒以让攻打白蓮教時叛變, 龍天下所殺。 |      |
| -                    | 摩羅                 | 修羅魔功                                                                                      | 修羅魔功傳人，練此功至最高境界便會變成陰陽膚色。無名用萬年蔘皇血解毒以让攻打白蓮教時叛變, 龍天下所殺。 |      |
| -                    | 蒼龍                 | 九死邪功 九死白骨爪                                                                           | 蒼龍山正宗傳人，陷害韋佗被老妖斷去四肢扔下海永不超生至真氣消亡方死。（徒弟：喪神、猿鬼） |      |
| 青冥怪叟             | -                    | 鐵骨功 壞血爪                                                                                 | 奉龍天下之命到英國追殺王小虎。被至尊会騙服毒加入。無名用萬年蔘皇血解毒以让攻打白蓮教時叛變。被龍天下挟住攻撃王小虎夹攻断腰，龍天下踩爆头。（徒弟:夜狼） |      |

#### 至尊龍幫
| 角色称号 | 原名          | 武功                              | 备註 | 生存 |
| 龍幫幫主 | 祈順廷        |                                   | 至尊龍幫現任幫主，至尊高祖義子，東奇的親生兒子。 |      |
| 至尊高祖 | 愛新覺羅•雄力 | 神州帝皇寶鑑 皇極臻神道           | 至尊會內環之首，前任龍主，唯有他才能左右龍主的決策。叛乱失敗後南下另立龍帮，武功可能更在龍天下及諸葛無我之上。溥傑是他的長輩。被龍天下打敗，遭龙貫天背叛被殺。（麾下：二丞、三司、四衛、五神府） |      |
| 劍仙     | 玄風          | 大羅金仙神炁 仙劍十八             | 至尊會內環二丞之一，當代仙劍道門掌門，譽為繼紫霞上人後，另一出類拔萃的奇才，另一身分是至尊會的左丞相。（麾下：黑煞、黃禍、白亡）                                                                 |      |
| 右丞相   | 韓東          | 火武道                            | 至尊會內環二丞之一，亦是異人館內應，拥有火異能，遭大水牛所殺。 |      |
| 陰公公   |               |                                   | 高祖親從。 |      |
| 東奇     | 祁萬里        | 奇門神聖寶鑑 雷火掌               | 自創奇門神聖寶鑑，老謀深算，非正道卻未算奸邪。新加入至尊龍幫。 |      |
| 南傑     | 歐陽世傑      | 天地乾坤大法 渾天拳 開山掌 乾坤指 | 博學識廣，天地乾坤大法堪稱一絕，為人好色。新加入至尊龍幫，被火雲邪神所殺。 |      |
| 戰獅     | 索額森格      | 長生天神功 五形神氣               | 至尊會八大鐵帽子王之一，功勳顯赫封王，為至尊會管轄一方，蒙古血統，天生勇武的戰將。被白仇斬去一臂，保住性命。                                                                                     |      |
| 劍豪     | 司馬凌霄      | 寒玉神功 天池劍法 追風劍法        | 索額森格的護衛，心思細密，出身天池劍道，手拿靈龍劍，劍法稱絕一方。 |      |
| 鐵帽子王 | 聶青          | 青冥邪功 陰風掌                   | 至尊會八大鐵帽子王之一，殺害燕山河。 |      |

### 美國魔鬼党
- 領導

| 角色稱號   | 原名                | 武功              | 備註 | 生存 |
| 帝皇 (K)   | 路易XIII            | 至尊魔功          | 黨內最高領導人。Bamazon集團世界首富，越戰時是一名美兵，被天國的彌賽亞從越共手里救出，成了十二門徒之一。十二門徒的先知米莉暗助其成為世界首富。建黨只為其師天國的彌賽亞完成改革世界的目的。（只於王小龍傳2登場）。 |      |
| 教父 (ACE) | 佐治                | 日月神鑑          | 功力堪比七成狀態的天下無敵。曾到中國作武術交流，領悟日月神鑑。擁有一隊以英文字母a-z開頭命名的精衛部隊。與摩斯意見出現嚴重分歧，故密謀取而代之。                                                                  |      |
| 教皇 (K)   | 理察.摩斯/理察.賽斯 | 穹蒼寶鑑 九星奇功 | 波斯血統，黨内最高決策人，甚少公開露面。 |      |

- 黨員

1. 惡魔公爵，身份神秘，本名克隆維斯（Cronqvist），修瑪雅神法，海神三式，被教皇打至消失。
2. 黑帝斯侯爵，米國仔舅舅，教父親信，已亡。
3. 太陽侯爵，南美洲土著太陽族族長，已亡。
4. 魔鬼伯爵 (保羅)，創武神榜，未婚妻亞莉安娜為教父的人員。
5. 魔女伯爵 (初夏)，蚩尤的舊相好，被教皇處死。
6. 天地伯爵 (尼古拉)，玄劫的義子。
7. 九星伯爵 (史高斯.摩斯)，教皇的姪兒，被蚩尤及石黑龍所殺。
8. 黑豹子爵，綜合格鬥術大賽冠軍，被教皇殺人饮血。
9. 米高男爵，五短身材，新任男爵，已亡。
10. 修羅男爵，好男色，修希腊武功灵魂武，幽靈之舞，幽冥會基地被金使者殺死。

- 五使者

1. 金使者，即泰國幽冥會撒旦（鐵忠或鐵義），已亡。
2. 紅使者，擁有一雙迷惑人性的迷心神曈，已亡。
3. 藍使者，練成西方的氣硬功，普魯士的榮譽。
4. 黑使者，重量級拳擊手，處事果斷，王小龍傳2被藥王毒殺。

- 其他

1. 教爺，身份不明，麾下擁有大量亞洲區高手。

- 天網（幕後勢力）

1. 秘書長 (哈佛)，教皇親信，現改投佐治。
2. 先知，教父的人員，修聖武天經。
3. 狮神，教父的人員。
4. 寶寶 艾德倫，教父的人員，电脑科技奇才，因病未治发育停留在12歲。
5. X先生，天網主事人，平時坐在電動輪椅。
6. 邪王 呼延屠龍，冰火七重天創功者後人，練成離火玄冰七重天。詳見世外高人。

### 天國

#### 领导
| 角色称号 | 原名 | 武功                                                                     | 备註                                           | 生存 |
| 彌賽亞   | 約翰 | 返老還童訣 上帝之手 命運之矛 創世神光 煉獄業火 三位一體 蝗災 冰災 慑心術 | 洪秀全義弟，渴望變革世界。最後被路易XIII毒殺。 |      |

#### 十二門徒
| 角色称号 | 原名     | 武功     | 备註                                                                   | 生存 |
| 帝皇K    | 路易XIII | 至尊魔功 | 見魔鬼黨。                                                             |      |
| 先知     | 米利暗   |          | 信奉彌賽亞，吉普赛人算命师，超逾十年前已經開始布局謀取邪神之子西城聖。 |      |

#### 手下
| 角色称号 | 原名 | 武功     | 备註                                                                   | 生存 |
|          | 瑞娜 | 風力異能 | 東方無敵的情人，實為天國之人，米利暗的布局，在無意識狀態下奪去西城聖。 |      |

### 神武家時代羅剎教

#### 教主及決策人
| 角色称号   | 原名              | 武功 | 备註 | 生存 |
| 極道邪神   | 神武英傑          | 摩訶釋達 鐵釘拳 釘腿 振武指                                                                                        | 曾成為羅剎教教主極道羅剎，在死前領悟大宇宙力量。 |      |
| 白蓮義太子 | 神武英明          | 逆天殺神道 天武神功(實為洗髓經，因民族情節改名掩人耳目) 摩訶釋達 破門六訣 鐵釘拳 釘腿 摩訶神掌 不壞真元體 無上天武 | 日本政壇新秀，真實身分是龍之介兒子，無神武家族血緣。武功尽废，重練出更强的摩訶釋達，報仇覆滅再接手羅剎教。老邪神一戰天皇将羅剎教還西城家，命倆家不得再相害。神武英明投靠魔鬼黨，獲得不明的死神之血遭反噬死亡。 |      |
| -          | 神武雄霸          | 摩訶釋達 | 日本軍國主義崇拜者，表面是日本正當商人，被西城勇以火雲掌打死。 |      |
| 赤夜叉     | 鬼之平八 神武平八 | | 見下方手下。 |      |

#### 手下
| 角色称号           | 原名              | 武功                                                  | 备註 | 生存 |
| 東方護法 /千歲鬼龍 | 東方龍            | 黃帝玄經 雷霆聖指 化骨綿掌 蝕血魔掌 霹靂神拳 陰風邪腿 | 神武家四大護法之一，前魔鬼黨亞洲區教爺得力愛將。 |      |
| 南方護法           | 南魔手            | 魔幻禁書 幻影魔術手                                   | 神武家四大護法之一，前魔鬼黨馬來西亞負責人。於中華街攻打龍虎門一役後失蹤。1119期听命神武英明行動。 |      |
| 西方護法           | 西藏王            | 密藏聖經 寧波掌                                       | 神武家四大護法之一，西藏異藏佛教教主。 |      |
| 北方護法 /北霸狂   | 耶律齊            | 歸元真炁 六絕狂斬                                     | 神武家四大護法之一，前青幫副幫主。 |      |
| 妖王               | 宫木宏            | 妖道魔經 妖之炼金手 陰陽秘典                          | 見白蓮教。 |      |
| 妖后               | 宫木惠            | 修羅大道 靈魂妖手 陰陽秘典                            | 宮木宏之妹。被妖王誤殺。 |      |
| 金面右密使         | 村上龙一郞        | 玄光神氣 妖畜魔禽邪煞咒                               | 表面是日本名門神鶴派門主，以武揚善，內裏視財如命，竟與崇尚日本軍國主義的神武家族有密切的關係。後投靠至尊會，被王小龍打死。                                                                                       |      |
| 日本武聖           | 宮本武藏          | 二天一心流 破門六绝 斷水分流斬                        | 日本武聖，神武家族十戰之一。死於元始門門主蚩尤之手。 |      |
| 大阪城主           | 豐臣秀吉          | 用心斬絕刀 無往心劍流                                 | 神武家族十戰之一，神武家的軍師。持日本天下五劍之一太典太。 |      |
| 鬼武者             | 柳生十兵衛        | 斬虎屠龍刀                                            | 神武家族十戰之一，人刀合一，堪稱日本刀神。被王小虎打死。 |      |
| 武道狂             | 服部半藏          | 戰氣武甲 千變拳殺道                                   | 神武家族十戰之一，看守王小龍反被三寸真元勁所殺。 |      |
| -                  | 立花道雪          | 合氣拳道 雷切                                         | 神武家族十戰之一。被西城勇以火雲掌打死。 |      |
| 赤夜叉             | 鬼之平八 神武平八 | 八幡大菩薩護體 修羅道 地獄輪迴 蜻蛉切 摩訶釋達        | 神武家族十戰之一，有著跟日本戰國時期第一戰神同一名號，手拿日本三大名槍之一蜻蛉切，實力非凡。神武英明投靠魔鬼黨，獲得不明的死神之血遭反噬死亡，平八獲天皇任命為下一任神武家當家，改名神武平八。後被本多忠勝附身。 |      |
| 赤鬼               | 井伊直政          | 坦克戰拳                                              | 神武家族十戰之一。 |      |
| -                  | 最上義光          | 靈蛇身 金鑽手                                         | 神武家族十戰之一。制裁者造型。 |      |
| -                  | 織田信長          | 影無腿 霸拳 天照神功                                  | 神武家族十戰之一。 |      |
| -                  | 德川家康 達摩     | 神之極                                                | 神武十戰中最强，修現代新型武学。因只服神武雄霸不服英明離去投靠天皇。 |      |

### 北太極國
- 極權封閉的國家，一個被國際認定為恐怖組織的地方。
- 一族鐵姓狂人自擁強大軍事武器而自立的國度。

| 角色称号                                   | 原名     | 武功                                                                                 | 备註 | 生存 |
| 金羅漢 /罗剎教金护法 /日聖使 /北太極國國主 | 木村武夫 | 金钟罩（第十一关） 罗汉禅指 如来千佛手/掌 太極拳 阴阳大挪移 少林金剛腿 飛升訣 徹悟刀 | 原罗剎教金护法，圣殿风云一役罗剎教一败涂地，被東方無敌喂饲冰火极乐丸而归顺白莲。火云邪神把金罗汉的独生子霹雳金刚处以极刑。痛失爱子的金罗汉反而专心修练金钟罩至十一关。后東方無敌施予恩惠，解除冰火极乐丸的威胁，更论功行赏，赐封为新任日圣使。之後被逼重歸羅剎教。 被東方真龍废功後復功悟出十二關得神通，金鐘救世。白蓮教以金羅漢十二關金血研究出無名毒疫苗，經韓國政府售出，轉虧爲盈。野心逢北太極國政變當國主，欲拿下三國的四教統帅亚洲。被白蓮教所敗下台回金剛山再歸羅剎教。 |      |
| 鐵元首                                     | 鐵萬山   | 九死邪功 吸精邪罡 子彈拳                                                             | 前北太極國元首，患上骨髓癌，後得老祖宗救治，作奸犯科，最終被金羅漢割下頭顱。 |      |
| 鐵元首                                     | 鐵冠男   | 金童寶典 銷魂掌                                                                      | 前世子，北太極國大皇子鐵存義之子，慕容玉兒之徒，情人師妹心慧和胎兒被鐵萬山殺害治病。鐵萬山死後繼任新元首。 |      |
| 國師 /黑心老祖                             |          | 穹蒼寶鑑 黑沙掌 焰氣拳 阿難劫指                                                      | 北太極國國師，鑄兵器大師。師徒搞政變。後因東方雪蓮被其所害而亡，最終被東方無敵以大霹靂轟殺。 |      |
| 傭兵頭領                                   | 狂王     | 鍛骨經·鋼骨篇                                                                        | 鐵萬山新請來的傭兵頭領，練到鍛骨經第三篇鋼骨篇，防禦力已凌駕金鐘罩第十關。被王小龍打至經脈碎段，被廢武功，變成廢人。 |      |
| 外務大臣                                   | 鐵存悌   | 冷月神功                                                                             | 北太極國二皇子，鐵冠武是其兒子。 |      |
| 國防部長                                   | 鐵存信   | 穹蒼寶鑑 殲敵拳                                                                      | 北太極國四皇子，黑心老祖最得意之徒，鐵冠雄是其兒子。白蓮教埋伏殺害。 |      |
| 少將                                       | 鐵存忠   | 朝陽神功 暴拳                                                                        | 北太極國三皇子，鐵冠豪是其兒子。 |      |
| 銅聖老                                     | 鐵中銅   |                                                                                      | 見韩國白蓮教四聖老。 |      |
| 元首近衛隊非洲七兄弟                       |          | 腿法                                                                                 | 七胞胎，形象黑人抬棺。 |      |

### 共世会
- 这个组织的渗透力极为强大，不少政商名人都是其成员。
- 包括软件集团首脑，最庞大连锁快餐店老板，国际歌影巨星，大至国家元首，小至一个公务员……最近更进一步入侵世界各地，建立驻外分会。

#### 领导党员
| 角色称号 | 原名   | 武功            | 备註 | 生存 |
| 上帝     | -      | 雷霆灭世印 十灾 | 共世会最高领导人，身份不明。 |      |
| 圣母     | 龙如云 | -               | 白仇的亲生母亲，龙如飞的亲妹妹，龙元老的另一个女儿。在一次去姐姐龙如飞家探亲时，被白狮酒醉强奸，之后更是怀孕生下了白仇。 在白仇年幼时为了躲避白狮，将其托付给一寺庙的和尚之后，便消失无踪。 其现在的身份竟是共世会的圣母。后被上帝控制的天蝎杀死。 |      |

#### 十二门徒
- 共世会之内，能传递“上帝”意志的十二门徒。组织极为隐密，就算视像通话，亦不让一般成员看见真面目。

| 角色称号 | 原名 | 武功         | 备註                                                                         | 生存 |
| 犹大     | -    | 十灾（九灾） | 在共世会之中负责传递上帝的旨意，将落魄的通天教文殊天尊铁五郎引领进了共世会。 |      |

#### 共世十二星
- 共世会中专门负责执行间谍、暗杀等任务。

| 角色称号   | 原名 | 武功                                    | 备註 | 生存 |
| 天蝎       | -    | 雷霆灭世印（五式） 蝎尾扣 蝎尾拳 魔术手 | 共世十二星之一，身份不明。脸上有一只奇特的蝎子纹身，幼年时曾被石黑龙所救，作为报答将共世会的宝物七颗“骷髅晶石”中的象征头脑的“思想”送给了他，之后就消失了。 与同为十二星的金牛曾经交过手，按共世会内部资料显示，十年前就因背叛而被杀死。 再次出现之后去奇怪的失去了记忆，曾先后和石黑龙、金牛、犹大、棍痴、小棍妖交过手。 现发现身体内有着被上帝用十灾中的夜灾所封印的另外六颗“骷髅晶石”。 |      |
| 金牛 /魔鬼 | -    | 无色神功 五龙棍法 魔鬼擒龙爪 灵蛇纵步   | 表面上是金龙頭的保镖，其真實身份是曾经的共世会十二星之一，曾经与同为十二星的天蝎交过手。 其棍法之强，更是在棍痴或棍妖之上，最後為幫天蠍融合晶石，自我犧牲。 |      |

#### 其它
| 角色称号 | 原名 | 武功                     | 备註 | 生存 |
| 金龙头   | -    | 金钟罩 玄天剑指 佛心绝刀 | 前油麻地“油尖十三龙”大龙头的儿子。年幼时体弱多病，大龙头将其交给慈云圣僧，并不奢望他在武学之上有什么大的成就，指盼望他习武强身健体。岂料此人天生聪颖，加上为人性格坚毅，竟然在短时间内得到慈云圣僧的真传，只是时日尚浅，火候不足而已。 慈云圣僧恐其步其父亲大龙头之后路，随将他一身攻击封住。 |      |
| 金毛狮王 | -    | 狮子吼                   | 九纹龙的义父，石黑龙的亲戚。曾长洲五狮堂五狮堂堂主，自从五狮堂被龙虎门斗垮后，已经金盆洗手，退隐多时。从受伤之后一直无法痊愈，加上年事已高，功力已大不如前。 因文殊天尊铁五郎再一次败给石黑龙为泄愤而将之杀害。                                                                               |      |

### 世外高人

#### 獵神者
| 角色称号        | 原名   | 武功                                                   | 备註                                                                                       | 生存 |
| 天機居士        | 宇一航 | 飛昇訣 神之大氣                                        | 獵神者排行榜上，排名第二名。                                                               |      |
| 異人館館主      | 易天行 | 飛昇訣 玄天大氣絕世功 腦念力 潛異能 冰勁 擒龍手/擒龍爪 | 異人館館主，修仙飛昇獵神者排行榜上，排名第三名，只想逆齡轉生。通天教祭祖一役被鐵五郎殺掉。 |      |
| 獵神王 金神魔君 |        | 金罡神道 飛昇訣 九環魔刀 金罡拳 金罡指                 | 獵神者，被白仇跟偷襲的易天行爆裂而死。                                                     |      |
| 極樂魔僧        |        | 飛昇訣 逆反易筋經 逆反勁 法印禪                        | 印度獵神者，被易天行殺死。                                                                 |      |

#### 飛昇者
| 角色称号        | 原名     | 武功 | 备註 | 生存 |
| 天下無敵 小劍仙 | 練斌     | 九死邪功 萬毒心經 穹蒼寶鑑 御劍飛行 武當聖極輪 九死白骨爪 摘斗摩星 飛昇訣 萬毒劍芒 诛神一式-折骨破 射日神箭 滅神三式 碎天斬 醉翁拳意 | 原武當弟子，活過百年的武道高人。一手「御劍飛行」殺人無數，兼且身負「九死邪功、萬毒心經、穹蒼寶鑑」三大內功，無人能敵。因一次錯誤害死愛人醉娃，逐追求不死及飛昇。獵神者排行榜上，排名第一名。逃出飛昇虛無回歸人世，被王小虎擊殺。 |      |
| 赤夜叉 鬼之平八 | 本多忠勝 | 八幡大菩薩護體 蜻蛉切 修羅掌 孽龍噬魂 修羅爪 修羅鬼爪                                                                                | 日本戰國時期第一戰神，實力非凡，另修方術「鬼道」(修羅道)。原飛昇者，回歸人世附身至十戰之平八，被火雲邪神，王小虎擊殺。 |      |
|                 | 吞雷     | 混沌雷罡 | 飛昇回歸人世的天武者。被王小虎擊殺。 |      |

#### 四大奇隱
| 角色称号 | 原名     | 武功                                                     | '信备註' | 生存 |
| 東奇     | 祁萬里   | 奇門神聖寶鑑                                             | 詳見至尊龍幫                                                                                                   |      |
| 南傑     | 歐陽世傑 | 天地乾坤大法                                             | 詳見至尊龍幫                                                                                                   |      |
| 西狂     | 裘百川   | 血影神功（第十層） 血煞三悔（必殺絕招） 血影身法（輕功） | 血影神功可殺人於無形，自大狂妄，貪財愛權，奸詐無義。被南傑所殺                                                 |      |
| 北俠     | 卓天雄   | 俠氣神罡                                                 | 性格豪邁具俠氣，好酒如命，神罡內外兼修，威力無濤，現居日本並改名為"北天俠雄"為日本政府工作並持有日本律師執照。 |      |

#### 高人
| 角色称号 | 原名     | 武功                                                                             | '信备註' | 生存 |
| 剑痴     | 连战     | 天罡玄功 蓬莱剑法 醉剑 无相神功                                                  | 「蓬莱剑法」神惧魔惊，机遇际会下取得「无相神功」秘芨。原为剑魔的大哥，慕容玉儿的父亲，在至尊魔官中取得至尊魔王真元，功力大跃进，被王小龙杀死。 (麾下七劍：剑魂、剑灵、剑道、洛英、雄剑、雌剑、巨剑，至尊魔官中全部被杀。) |      |
| 刀神     | 陈霆锋   | 顶天立地神功（天神罡神脉境界） 吞天灭地七大限                                    | 陈近南后人，陈傲云的堂叔，盟主山庄没落后到泰国为陈家重振声威，使通天教干部人心惶惶的神。于泰国曼谷通天私人酒店与老天尊及王风雷一同修练「飞升诀」，但其实只是想独占「飞升诀」，比拼中被疯了的老天尊废去双手，刀神传奇划上句号。(麾下：刀痴、狂刀) |      |
| 棍圣     | 铁追风   | 千手魔影棍                                                                       | 天下第一棍，从来无人得知其行踪。 曾在棍法之上将宇内三痴的棍痴击败，為成為天下最強的棍甘願被天蝎殺死 |      |
| 凶星     | 傲卓夫   | 璇玑宝鉴（極限天） 灭绝修罗魔功                                                  | 活过百年的高手，满洲第一勇士，视皇帝御赐的震乾坤为宝，被王小虎杀死。 |      |
| -        | 王无忌   | 龍吟刀法 九霄真經 降龍十八掌 醉八仙拳 九霄毒經 醉翁拳意 滅神三式                 | 無忌的身世相當顯赫，他是清末著名的俠客“大刀”王五，的兒子，南神腿王岳淵堂兄，王氏四傑叔父，王五因救谭嗣同而遭清帮魔头练辟邪杀害，其家人亦一同被杀，仅无忌和堂弟王岳淵幸免于难，随醉乞学习醉拳。无忌长大后，出为江湖行走，遇到许多事情，首先被卷入盗慈禧墓的事件中，与邪派人物发生冲突，又因要报杀父之仇，杀练避邪，无忌得机拜剑仙为师学艺，并邂逅仙儿及醉娃 ，与剑仙之子小剑仙成为好友，四个青年侠士之间，发生了一段动人的情场追逐战，形成纠缠不清的情仇恩怨，英雄气短，儿女情长。无忌屡遇风险，在江湖上，历尽各种磨练，培养出坚毅不移的性格，同时他为人正义，大仁大勇，很得正派武林人士看重，亦得到魔仙之女的垂青，可惜他身负大仇，一心要手刃杀父仇人，致难以兼顾爱情，令内心添了不少苦恼！ |      |
| 空我     | -        | 洗髓经（第六周天） 易筋经-黑級浮屠一間 金钟罩（第十二關） 童子功 达摩三绝 破天下 | 活过三百年的高手，达摩第四代传人，拥有达摩当年六成左右的功力。 凭此修为更是当号称天下无敌的小剑仙练斌打成平手，最后更是以童子功儲存數百年之童子之气将其击败，但是殺敌一千自损八百，空我本身亦因为童子之气的流失而功力降低。 为了选择达摩第五代传人，空我与天下无敌举办“绝世之战”网罗天下好手大战。 为了达摩第五套神功，更是与暗黑达摩的传人王风雷大战，不幸被其击败，亦知晓时间根本就不存在第五套神功。 在见证“火云邪神联合东方无敌大战天下无敌”与“火云邪神大战东方无敌”这两场绝世大战之后，为追求达摩层达到的“超化还虚”之境，只身离开，不知去向。(徒弟：蔡琳) |      |
| 涅槃妖僧 | -        | 涅槃道                                                                           | 絕世之戰中被東方無敵殺死。 |      |
| 龙元老   | -        | -                                                                                | 白天娜的外公，龙如云、龙如飞的父亲，白狮的岳父。上一辈江湖重量级猛人，虽然淡出，仍有极大的影响力。 收藏了大量武学，包括逍遥派的“逍遥令心法”，棍圣铁追风的“千手魔影棍”。更凭此招收棍痴为手下，妄图登上香港黑道第一把交椅。 在天蝎虐杀棍痴后，亦被其所杀。 |      |
| 冰火邪王 | 呼延屠龍 | 離火玄冰七重天                                                                   | 冰火七重天創功者百濟武寧王斯摩的後人，个性狂妄，居然無法完成先祖的意愿稱帝，决意成天下第一武者。 |      |

### 北少林
| 角色称号       | 原名 | 武功            | 备註 | 生存 |
| 北少林代主持   | 北斗 | 玄白之气 太祖拳 | 其真实身份是苍狼铁木真的基因复制人。在其情绪特别激动之时，身体上会出现苍狼的帝王之气，但毕竟不是真正的铁木真，所以这种苍狼的帝王之气对付受伤的东方无敌还有用，但是碰到“罗刹转世”的极道罗刹火云邪神之时，就不行了，只能挨着打，最後为保护玛雅被天下无敌杀死。 |      |
| 國家保安局局長 | 明道 | 玄白之气 太祖拳 | 身为南少林俗家弟子却修练北少林的武功，弑师嫁祸坏事通通做尽，亦于罗刹白莲间作墙头草，被白莲教众活捉喂服冰火极乐丸致死。 |      |

### 邪馬台國
| 角色称号   | 原名     | 武功                 | 备註                         | 生存 |
| 邪馬台女王 | 卑彌呼   | 神道金鐘罩 鬼道邪功  | 邪馬台國女王。               |      |
| -          | 彌生     | -                    | 卑彌呼的女兒，邪馬台國公主。 |      |
| 海神將     | 伊支馬   | 神道金鐘罩(中層)     | -                            |      |
| 天神將     | 彌馬昇   | 神道金鐘罩(中、上層) | -                            |      |
| 風神將     | 彌馬獲支 | 神道金鐘罩(中、上層) | -                            |      |
| 火神將     | 奴佳提   | 神道金鐘罩(上層)     | -                            |      |

### 古月派
| 角色称号   | 原名            | 武功                         | 备註                                                             | 生存 |
| 萬歲       | 愛新覺羅•龍乘雲 | 逆天道 龍拳 飛昇訣 天龍訣    | 真神龍戰之父。                                                   |      |
| 九千歲真神 | 愛新覺羅•龍戰   | 天龍訣 龍拳                  | 古月派神聖毒第一號人物,至尊會龍天下堂兄,龍乘雲之子。             |      |
| -          | 聖僧            | 玲瓏真禪 輪迴劫刀            | 古月派神聖毒第二號人物。                                         |      |
| -          | 毒王            | -                            | 古月派神聖毒第三號人物。(徒弟：古毒、白蠍、雙頭怪、蛛妹、變色龍) |      |
| -          | 萬雷老母        | 萬雷四象功 萬雷電掌 風刀電腿 | 替古月派看守天荒地老。(徒弟：風魔、電魔、雷魔、炎魔)             |      |
| 豹公子     | 唐豹            | -                            | 真神之姪                                                         |      |

### 逍遙派
- 宋代一奇人逍遙君子，緣遇波斯異人，學得逍遙令神功，自成一格創逍遙派。

| 角色称号 | 原名   | 武功                                     | 备註                                   | 生存 |
| 俠王     | 王俠   | 逍遙無雙神功 逍遙遊 逍遙掌 逍遙腿 驚天掌 | 當代逍遙派門主，逍遙無雙神功已臻化境。 |      |
| 神手     | 天令使 | 丹陽神訣 渾天掌                          | 掌令二使，地位僅次門主俠王，掌天令。   |      |
| 鬼腿     | 地令使 | 元陰神訣                                 | 掌令二使，地位僅次門主俠王，掌地令。   |      |
| 拳道道主 | 迦樓羅 | 逍遙無雙神功(第五段) 凌霄腿法 天羅爪     | 八道道主之一。 (手下：銅拳、鐵骨)      |      |
|          | 金令主 | 元陰神訣 烏金掌                          | 五行令主                               |      |
|          | 木令主 | 元陰神訣                                 | 五行令主                               |      |
|          | 土令主 | 元陰神訣                                 | 五行令主                               |      |
|          | 火令主 | 元陰神訣                                 | 五行令主                               |      |
|          | 水令主 | 元陰神訣                                 | 五行令主                               |      |

## 资料来源
1. ↑  .   [2010-07-04]. （原始内容存档于2012-12-25）.
2. ↑  .   [2011-10-22]. （原始内容存档于2013-05-28）.
3. ↑  旧著资料出于 小流氓研究所
4. ↑  《龙虎门》561期 26至27页